# Ford Mustang
Ford Mustang – samochód sportowy typu pony car klasy średniej produkowany pod amerykańską marką Ford od 1964 roku. Od 2023 roku produkowana jest siódma generacja modelu.

## Historia

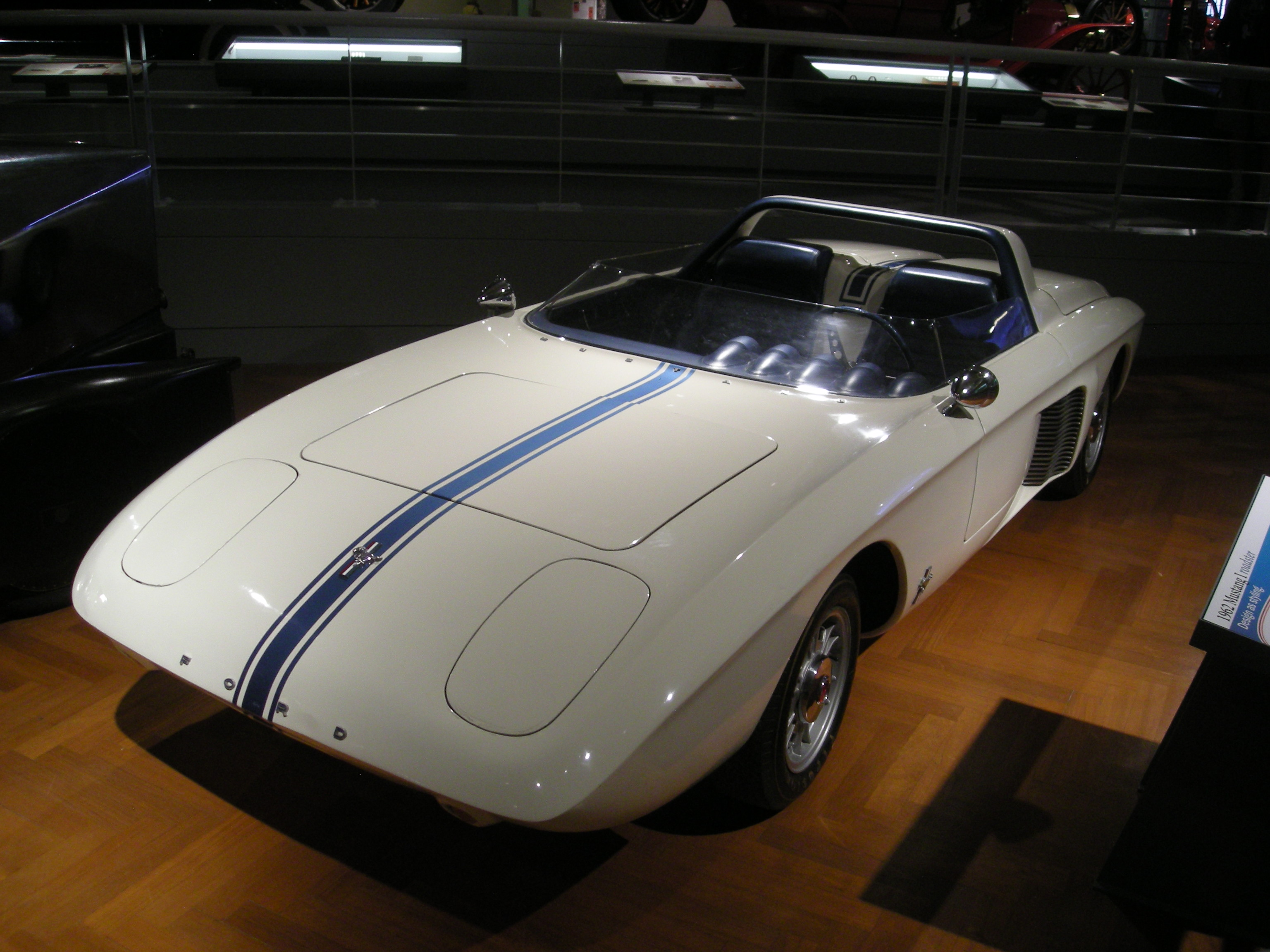
Pierwszy prototyp Forda Mustanga z 1962 roku w Muzeum Henry’ego Forda w Dearborn

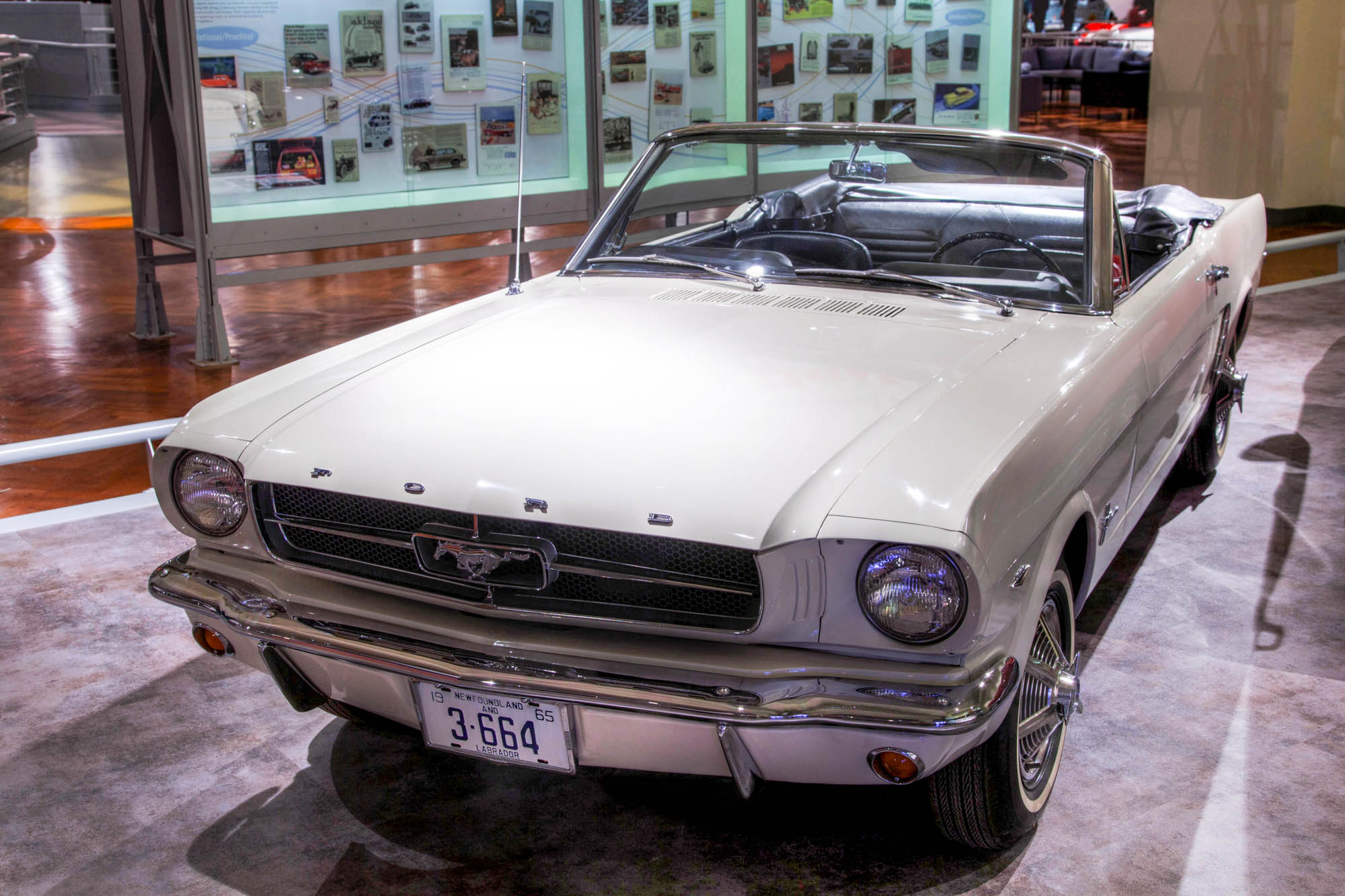
Ford Mustang I - pierwszy egzemplarz

Na początku lat 60. XX wieku jednym z najpopularniejszych samochodów sportowych produkowanym w Stanach Zjednoczonych był Chevrolet Corvette, który był jednak relatywnie drogi i niedostępny dla nabywców o niższych dochodach. W odpowiedzi na to, Ford zdecydował się opracować przystępny cenowo samochód sportowy, za główną grupę potencjalnych odbiorców obierając pierwsze pokolenie ludzi urodzonych tuż po II wojnie światowej, tzw. „baby-boomers”.
Na rok przed debiutem rynkowym Ford przeszedł do wyboru nazwy dla swojego nowego sportowego modelu. Spośród rozważanych emblematów brano pod uwagę takie nazwy jak T-5, Cougar, Aventura, Allegro, Stiletto, Turino, Torino czy T-Bird. Niektóre z tych nazw posłużyły później jako nazwy innych modeli samochodów z koncernu Forda.
Producent zdecydował się na nazwę mustang, dzikiego konia z prerii Ameryki Północnej jako symbol młodości, siły i nieskrępowania. Pośrednim powodem nadania takiej nazwy był też fakt, że czołowy projektant wozu – John Najjar – był wielkim fanem myśliwca P-51 Mustang z okresu II wojny światowej. Jednocześnie powstało charakterystyczne logo Mustanga – galopujący koń na tle czerwonych, białych i niebieskich pasków symbolizujących Stany Zjednoczone i amerykańskie korzenie.

### Prototypy
W roku 1962 i 1963 powstały dwa prototypy, które wyznaczyły drogę pod ostateczny wygląd Forda Mustanga pierwszej generacji.
- T-5 (Mustang 1)[6]

Pierwszy prototyp – Mustang 1 (znany też jako T-5) został zaprezentowany podczas wyścigów U.S. Grand Prix w miejscowości Watkins Glen w październiku 1962 roku. Kierowcy Dan Gurney i Stirling Moss przejechali samochodem na zmianę kilka okrążeń z dużą prędkością, by zademonstrować jego możliwości. Mustang 1 rozwinął prędkość 207 km/h (115 mil na godzinę) i przejechał ćwierć mili w 18,2 s.
Mustang 1 był dwumiejscowym roadsterem z silnikiem V4 umieszczonym pośrodku o pojemności 2,0 litra. Silnik miał moc 90 koni mechanicznych i był chłodzony przez dwa wentylatory ulokowane we wlotach powietrza tuż przed tylnymi kołami. Pokrycie zostało wykonane ze sprasowanych blach aluminiowych przytwierdzonych do rurowego podwozia. Dwuosobową kabinę pasażerską przed wiatrem chroniła jedynie niewielka owiewka, a kierowca miał do dyspozycji najpotrzebniejsze instrumenty i 4-biegową przekładnię manualną, która przekazywała napęd na tylną oś. Prototyp tworzyło trzech ludzi: inżynier Herb Misch, stylista Gene Bordinant i Roy Lunn, planista. Samochód został zaprojektowany w ciągu 21 dni.
- Mustang II[7]

W roku 1963 został wprowadzony kolejny prototyp – tym razem nazywał się Mustang II. Jego wygląd różnił się znacząco od poprzedniego prototypu – był to teraz pojazd czteromiejscowy z silnikiem umieszczonym z przodu. Pod względem konstrukcji i danych technicznych był bardzo podobny do modelu seryjnego produkowanego w roku 1964. Nadwozie samochodu zostało zaprojektowane w studiach projektanckich Lincoln-Mercury. Ford Mustang numer 2 został wyposażony w twardy, ręcznie zdejmowany dach z włókna szklanego, dzięki czemu już w 1963 roku fani motoryzacji mogli poczuć przedsmak Mustanga cabrio. Prezentowany koncept został zbudowany na bazie modelu Falcon, a z przodu zainstalowano 4,7-litrowy motor benzynowy w układzie V8, który generował około 270 KM. Moc pochodząca z silnika była przekazywana na tylne koła za pomocą 4-biegowej przekładni manualnej.
- Mustang shooting brake[8]

W latach 60 zrodził się pomysł budowy Mustanga z nadwoziem typu shooting brake. Powstałe wtedy auto nie było jednak stworzone przez Forda. Jego wykonanie koncern po cichu zlecił włoskiej firmie Intermeccanica. Nie wiadomo, czy pojazd zachował się do czasów współczesnych. Pozostały jedynie zdjęcia z okładki magazynu Car and Driver z 1966 roku. Joe Kamp podjął się rekonstrukcji tej maszyny z użyciem oryginalnych części Forda.
- Mustang Mach III[9]

Mach III bazował techniczne i stylistycznie na seryjnym samochodzie, który miał dopiero wejść do produkcji. Po dość kanciastym i mało sportowo wyglądającym poprzedniku Amerykanie postawili na obłe linie. Mustang Mach III był jeżdżącym – i to bardzo szybko – prototypem. Do napędu posłużył widlasty 8-cylindrowy silnik z dwoma wałkami rozrządu w każdej głowicy i czterema zaworami na każdy cylinder. Technicznie ta konstrukcja znacząco wyprzedzała silniki GM i Chryslera. 4,6-litrowiec miał do pomocy sprężarkę mechaniczną. Tak wyposażony agregat rozwijał moc 457 KM przy 5000 obr./min, a jego maksymalny moment obrotowy wynosił 597 Nm przy 4500 obr./min. Dzięki niewielkiej, wynoszącej 1360 kg masie własnej Mustang Mach III rozpędzał się do 100 km/h w 4,5 s. Prędkość maksymalna została ustalona na 289 km/h.

### Sukces[10]
Pomiędzy 9 marca a początkiem kwietnia 1964 roku Ford wyprodukował 8160 egzemplarzy Mustanga. Celem tego wolumenu było przekazanie do każdego ówczesnego dealera Forda w Stanach Zjednoczonych przynajmniej jednego egzemplarza sportowego samochodu. Przygotowano też kampanię reklamową, zakrojoną na różne środki przekazu. 16 kwietnia, dzień przed oficjalną premierą Mustanga, w amerykańskiej telewizji została wyemitowana reklama samochodu. Obejrzało ją ponad 29 milionów osób. Następnego dnia pojawiły się reklamy samochodu w 2500 gazetach i czasopismach. Najważniejsze krajowe dzienniki oraz niektóre zagraniczne gazety zamieściły artykuł dotyczący premiery nowego auta.
Kampania marketingowa Forda zakończyła się powodzeniem. W ciągu pierwszego dnia sprzedaży zostało złożonych 22 tysiące zamówień na nowe Mustangi. W ciągu pierwszego weekendu salony samochodowe odwiedziły 4 miliony osób. W cztery miesiące sprzedano 100 tysięcy samochodów, a 16 kwietnia 1965, w rok po premierze, w Kalifornii sprzedano Mustanga numer 418 812. W marcu 1966 roku z taśmy produkcyjnej zjechał milionowy Mustang.

### Dostosowanie do potrzeb klienta
Ford Mustang zawdzięcza swój sukces i dobre dochody dla firmy szerokiej gamie części i akcesoriów, które kupujący mógł dostosować do swoich potrzeb. Było to jedno z pierwszych aut z tak szerokimi możliwościami wyboru dodatkowego wyposażenia (pierwszy w tej branży był Pontiac). Dzięki dodatkowym opcjom cena samochodu w zależności od liczby wybranych dodatków rosła o kilkaset dolarów, dzięki czemu Mustang stał się dochodowy zarówno dla dealera, jak i producenta.
Dodatków do wyboru było bardzo wiele. Poczynając od wyboru czterostopniowej manualnej skrzyni biegów lub trzystopniowej automatycznej skrzyni biegów, poprzez różne wersje silników (np. wprowadzony w czerwcu 1964 silnik K-Code o mocy 271 KM), pakiety z usztywnionym zawieszeniem, szersze opony, aż po elementy wystroju i służące komfortowi, np. klimatyzacja, winylowy dach, różne wzory kołpaków i felg, oraz montowane w samochodzie radio.

## Pierwsza generacja

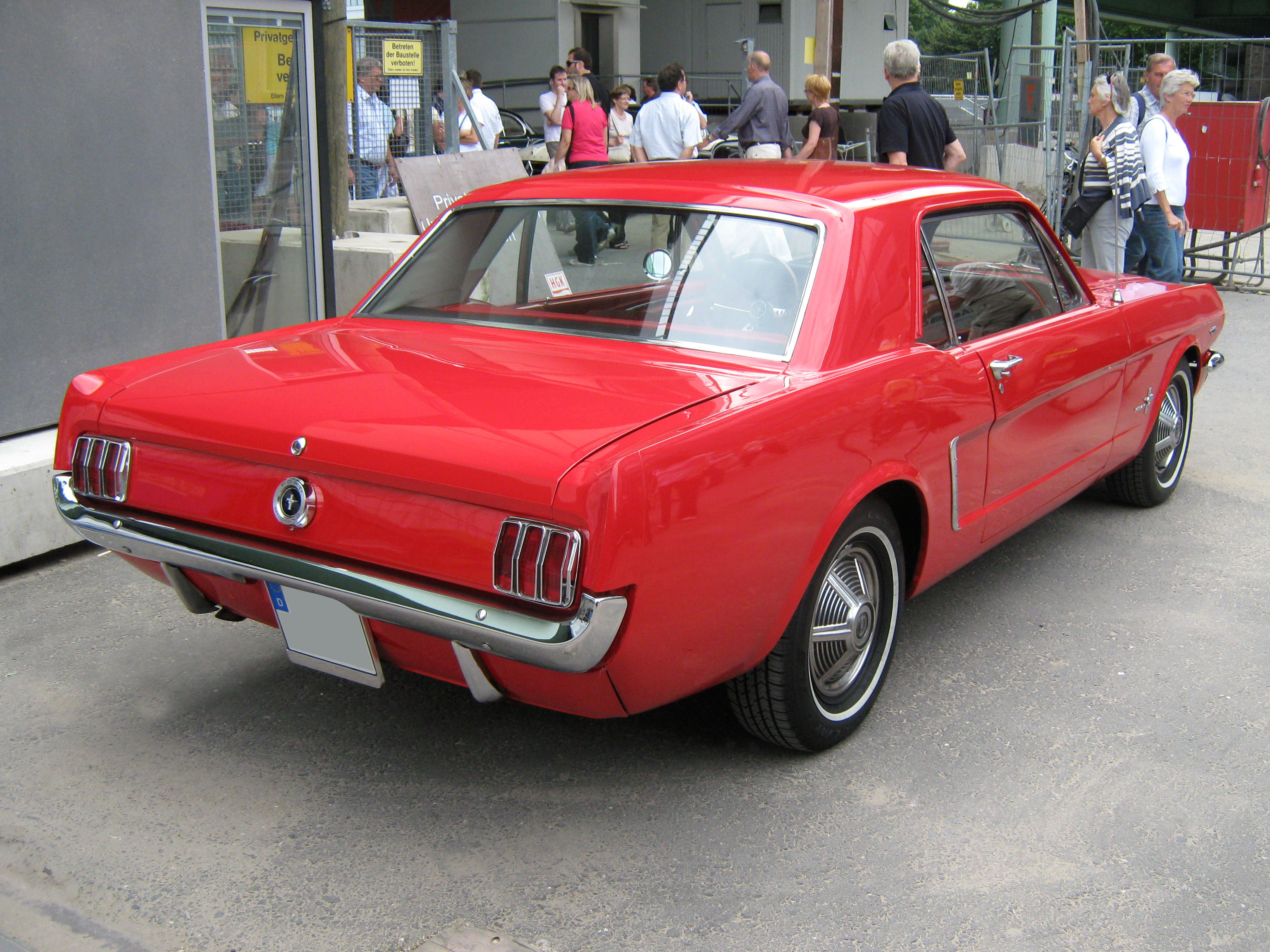
Ford Mustang I - tył

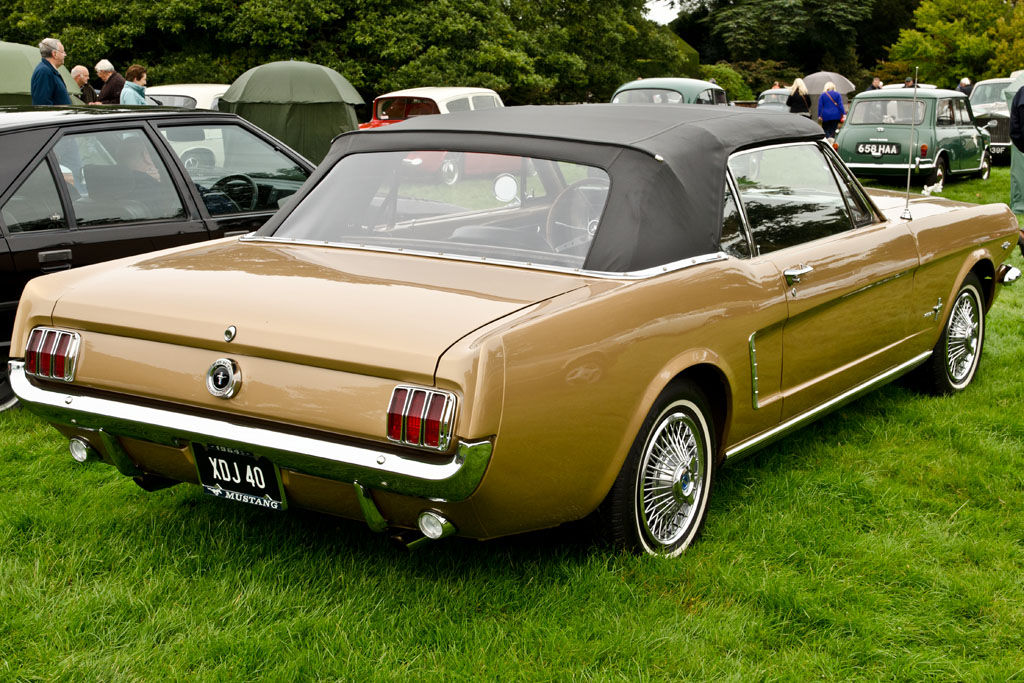
Ford Mustang I Convertible

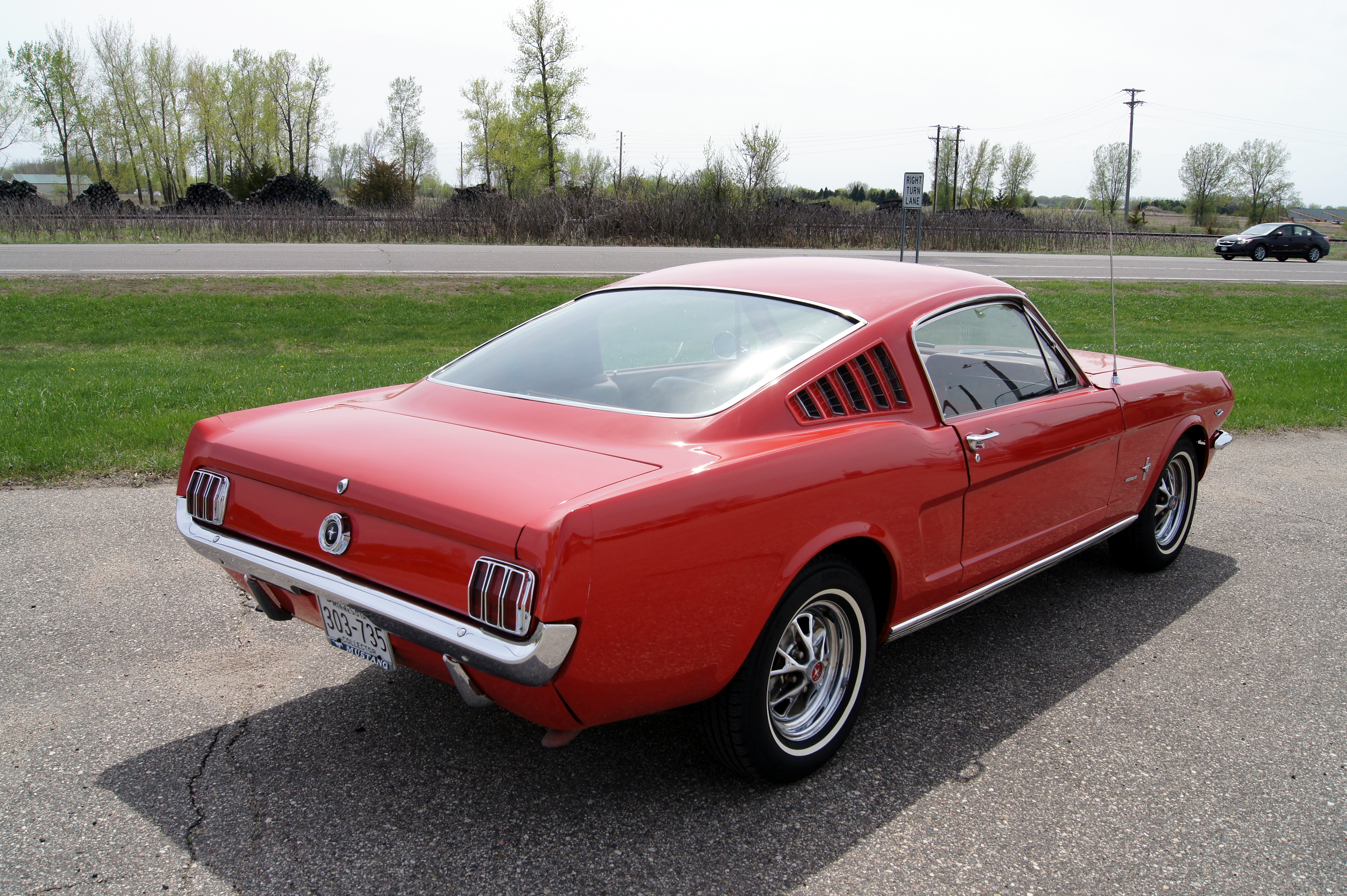
Ford Mustang I Fastback

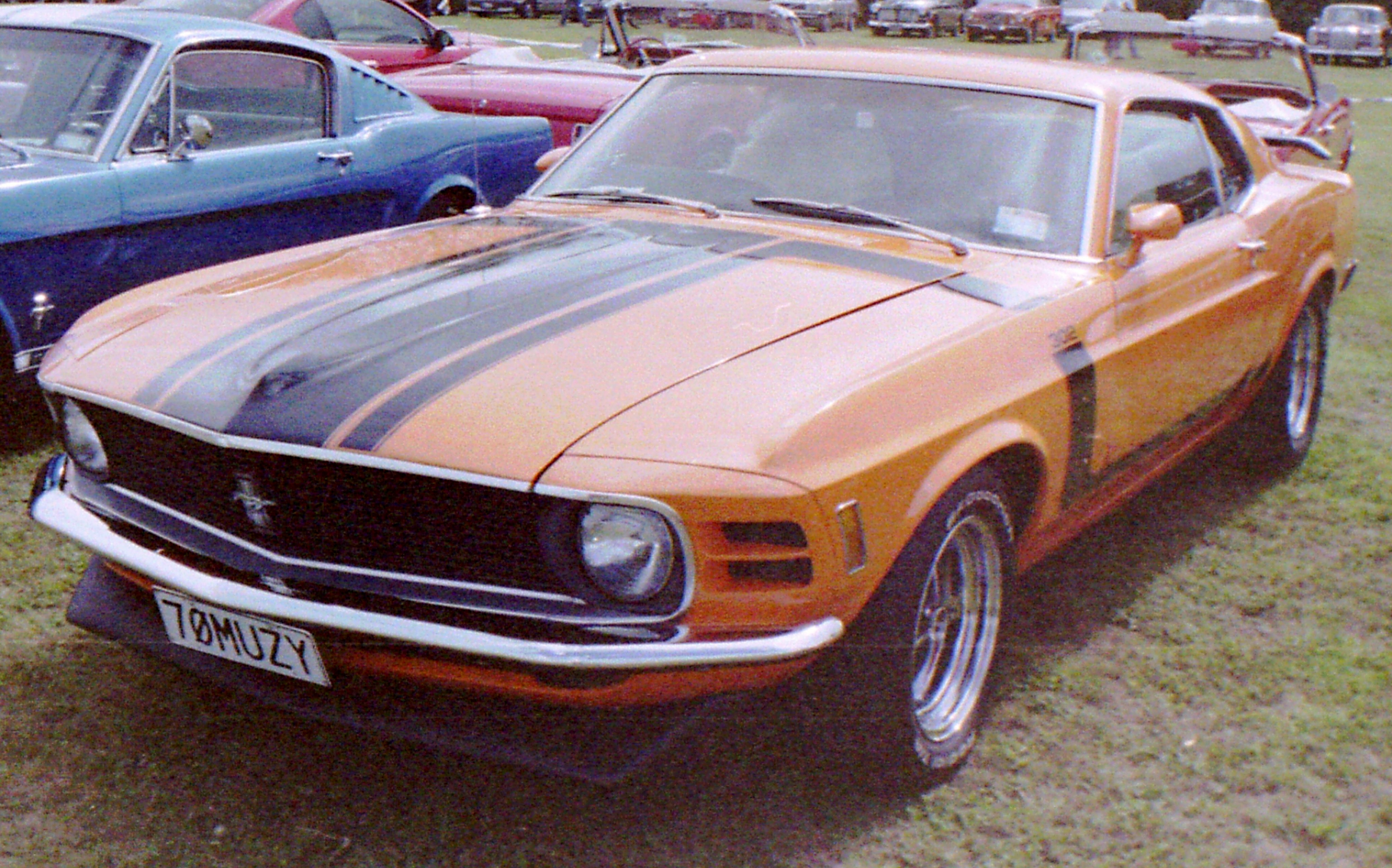
Ford Mustang I Coupé 1970

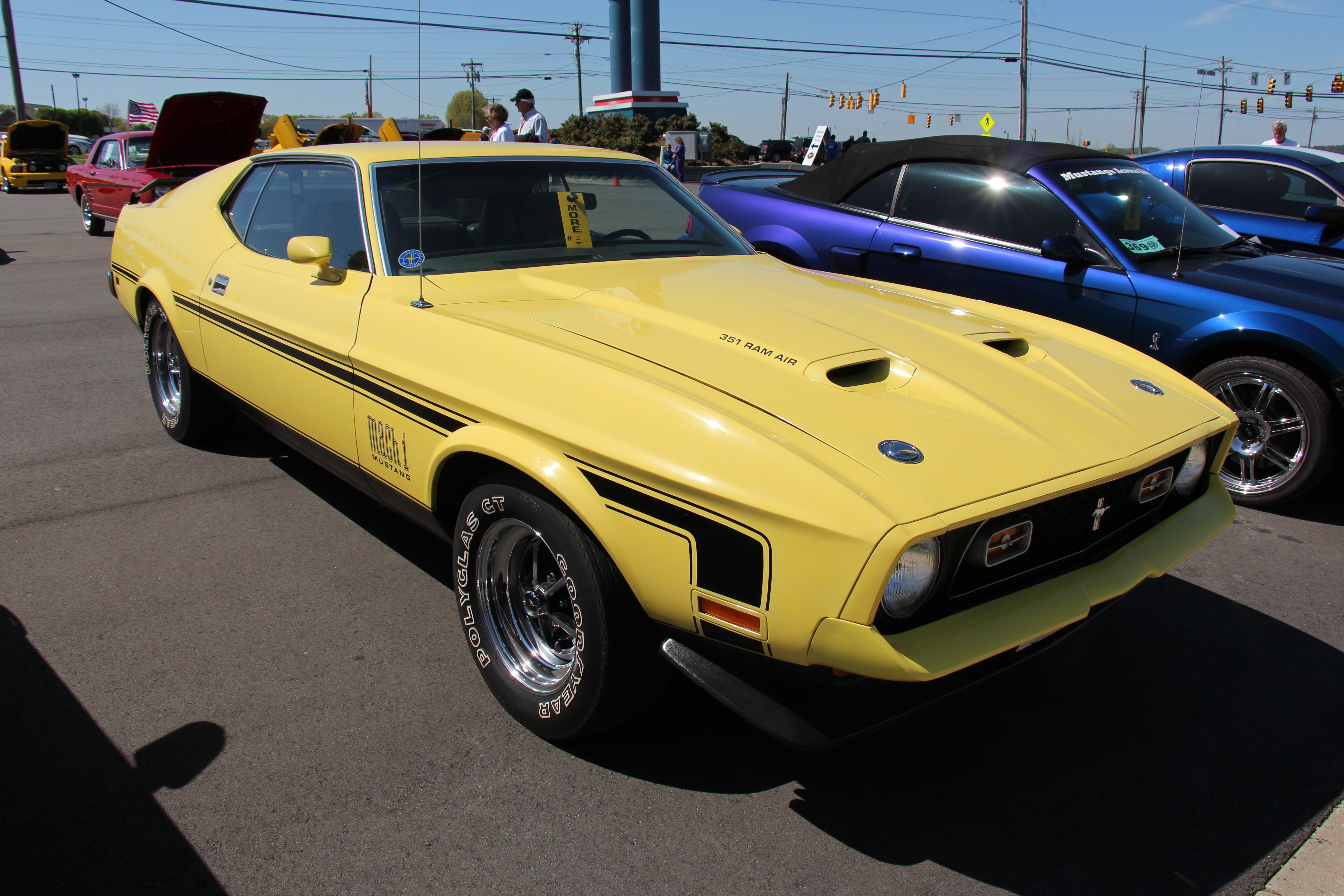
Ford Mustang I Mach 1

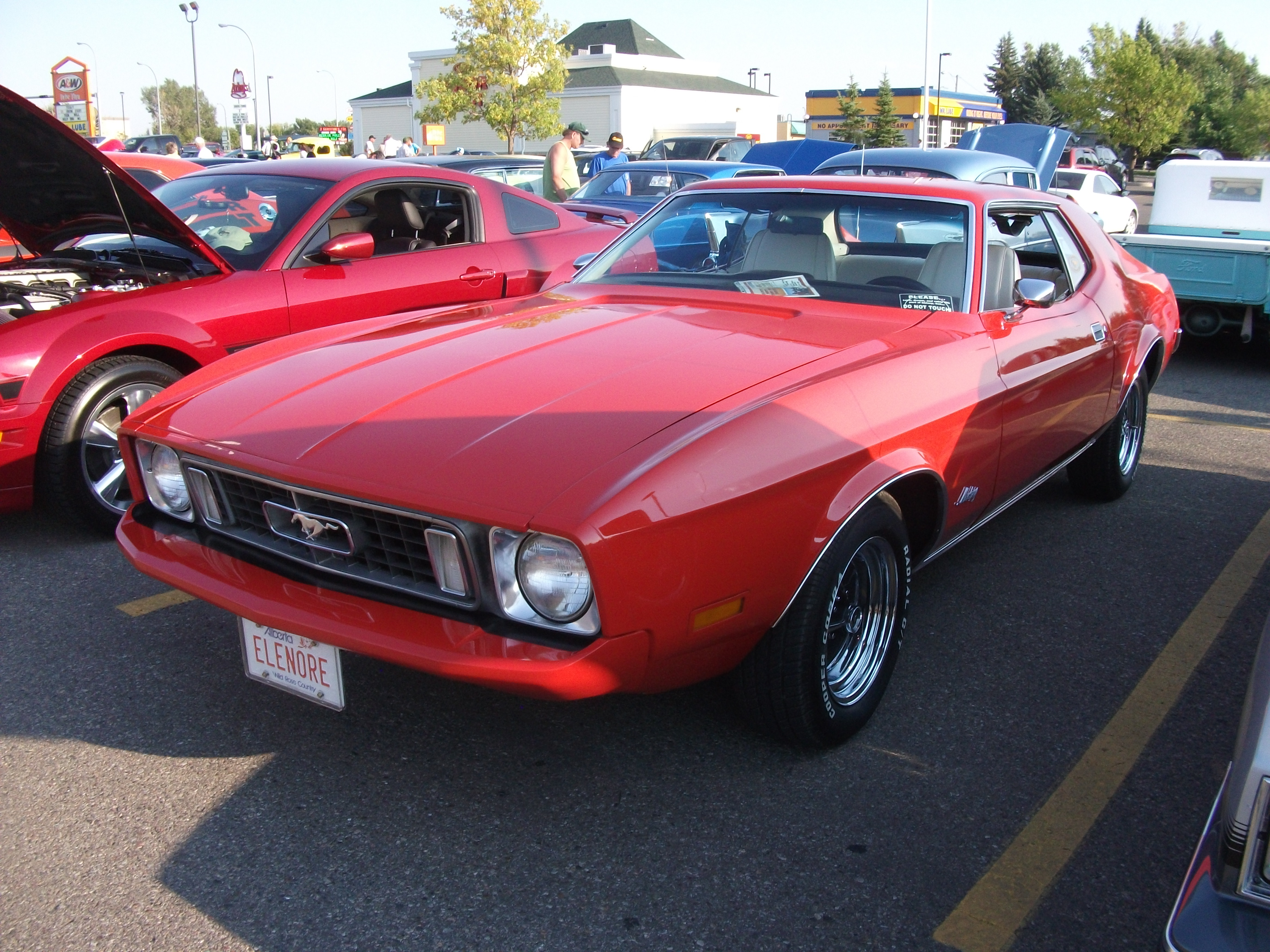
Ford Mustang I po ostatnim liftingu

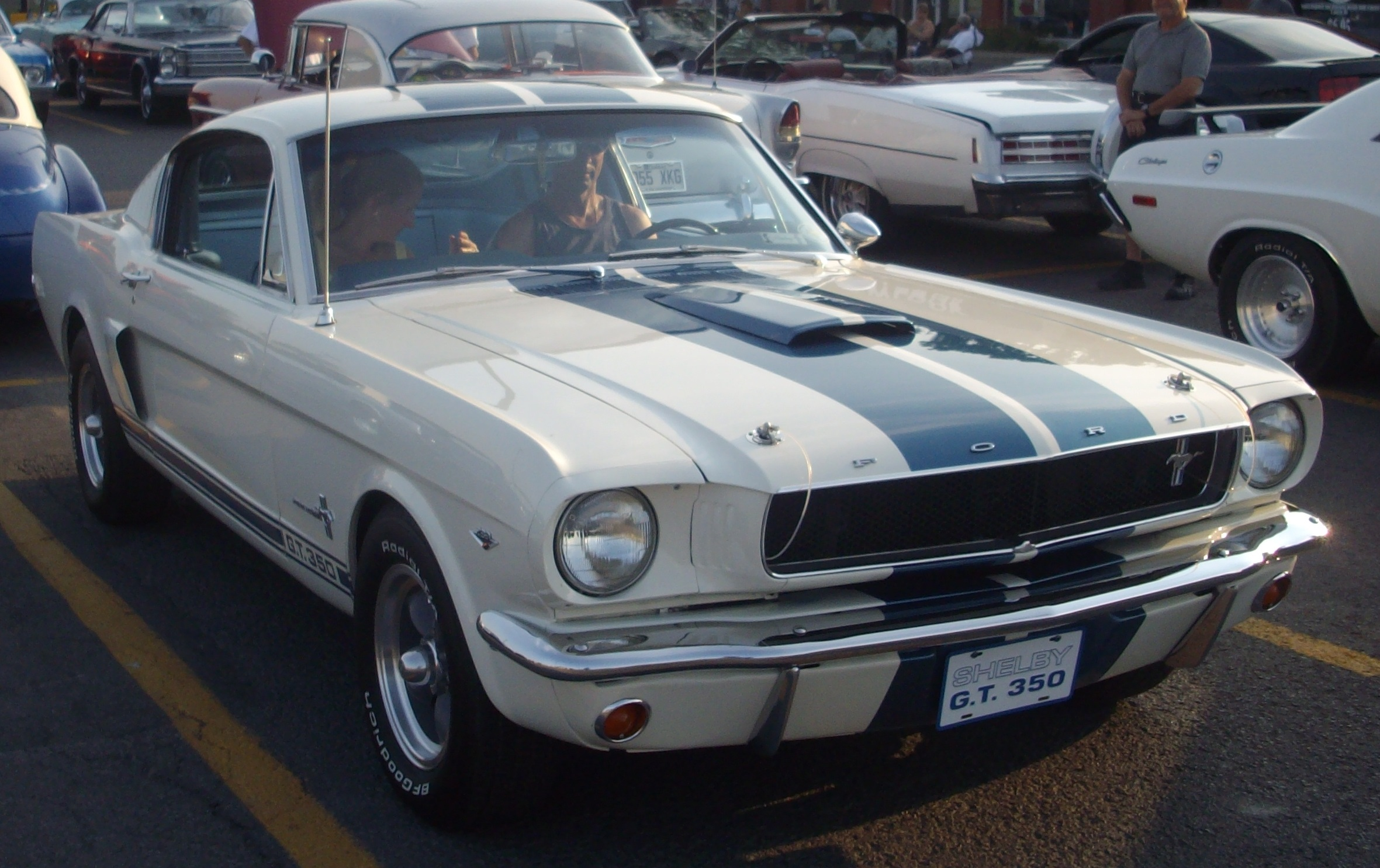
Ford Mustang I Shelby GT50

Ford Mustang I został zaprezentowany po raz pierwszy w 1964 roku.
Pierwszy egzemplarz zaprezentowano 17 kwietnia 1964 roku w Nowym Jorku. Transmisja telewizyjna premiery została wyemitowana przez trzy amerykańskie stacje telewizyjne 19 kwietnia tego samego roku. Produkcję pojazdu rozpoczęto 9 marca od białego kabrioletu z czarnymi elementami wystroju, który zjechał z linii produkcyjnej w Dearborn w stanie Michigan. Samochód został zbudowany na bazie modelu Falcon. Pierwsza wersja Mustanga miała praktycznie takie same wymiary jak Falcon. Wiele części Mustanga pochodziło z modeli Falcon i Fairlane.
W roku 1965 nastąpiły niewielkie zmiany zewnętrzne, jak np. zmiana gamy kolorów karoserii oraz wnętrza, oraz kilka zmian konstrukcyjnych, jak wprowadzenie nowych silników, mocniejszych niż w roku 1964. W roku 1965 pojawił się też pakiet GT, oferujący usztywnione zawieszenie, czterostopniową skrzynię biegów, mocniejszy silnik oraz zmiany w wyglądzie zewnętrznym nadające autu bardziej sportowy charakter. 1965 był to też rok pojawienia się pierwszego Mustanga przerobionego w firmie Shelby – dostosowanego do potrzeb wyścigów Shelby GT350, który miał bardziej sportowy charakter niż zwykły Mustang. W 1966 roku zachodzą niewielkie zmiany zewnętrzne, głównie w wyglądzie atrapy chłodnicy. Samochód zostaje też wyposażony w mocniejszy silnik oraz powiększa się gama dodatkowych akcesoriów (jest ich teraz 70). Auto zostało nieco poszerzone i wydłużone, przez co wnętrze staje się bardziej obszerne.
Wyprodukowano ponad 1,5 miliona egzemplarzy pierwszej generacji Mustanga. W plebiscycie na Europejski Samochód Roku 1965, samochód zajął 3. pozycję (za Austinem 1800 i Autobianchi Primula).

### Mustang Mach 1
Po pierwszej modernizacji z 1969 roku powstały trzy wersje Mustanga: Mach 1, Boss 302 oraz Boss 429. Boss 429 był autem stworzonym dla celów wyścigów NASCAR. Było to auto wyposażone w silnik V8 o pojemności 429 cali sześciennych (7 litrów) i o mocy 375 KM. Prawdopodobnie wybudowano tylko 1300 sztuk tego auta. Był to chyba najszybszy i najdroższy swego czasu Mustang. Boss 302 miał być połączeniem siły „muscle cara” ze zwrotnością samochodu sportowego. Był on najczęściej napędzany 290-konnym silnikiem V8 o pojemności 302 CI (4,95 litra) i posiadał czterostopniową manualną skrzynię biegów. Boss 302 określany był mianem „auta, którym GT-350 powinien był być”. Wyprodukowano niecałe 9000 egzemplarzy tych samochodów. W roku 1970 przyszła kolejna zmiana w wyglądzie Mustanga – galopujący koń pojawił się znów pośrodku chłodnicy. Atrapa chłodnicy została powiększona, liczbę przednich reflektorów zredukowano do dwóch, które mieściły się w atrapie chłodnicy. Po bokach atrapy znajdowały się podwójne otwory imitujące wloty powietrza. W roku 1970 został też wprowadzony model Mach 1, który był najwygodniejszy z trzech modeli Mustanga produkowanych w tym czasie. W wyposażeniu standardowym (wcześniej była to opcja dodatkowa) pojawiła się też klimatyzacja, która spowodowała spadek sprzedaży Mustangów kabrioletów prawie o połowę. Jest to też rok zerwania współpracy firm Ford i Shelby.

### Restylizacje
28 sierpnia 1968 roku Ford zaprezentował nowego Mustanga na rok 1969. Tym razem samochód przeszedł gruntowny facelifting. Metalowa, chromowana atrapa chłodnicy została zastąpiona przez nową, czarną i wykonaną z plastiku. Logo Mustanga nie było już umieszczone pośrodku, tylko po stronie kierowcy i było mniejsze. Boczne i tylne linie nadwozia zostały wygładzone, tylna ściana wraz z szybą opadała łagodnie aż do punktu styku z tylnymi światłami. Z przodu zostały zamontowane poczwórne światła: 2 wewnątrz atrapy chłodnicy i 2 poza nią. Maska przypominała nieco swym wyglądem literę V, co było podkreślone przez wlot powietrza umieszczony na masce. Zmianie uległ też napis MUSTANG, a szyby zostały powiększone i rozszerzone, co umożliwiło lepszą widoczność.
Po drugiej restylizacji, w 1971 roku, nastąpił schyłek klasycznych Mustangów wyposażonych w duże silniki V8. Sam samochód jeszcze bardziej urósł, przez co modele produkowane w tych latach były największymi Mustangami, jakie były kiedykolwiek produkowane. Jednocześnie następowało obniżenie mocy dostępnych silników i dostosowanie do nowych norm dotyczących emisji spalin. Wygląd Mustanga w 1971 roku uległ zmianie profilu nadwozia i wielu elementów wystroju auta. Charakterystycznym elementem był łagodnie opadający przód i tył. Producenci chcieli, by Mustang wciąż pozostał sportowy i agresywny, jednak utrudniały to coraz bardziej rygorystyczne reguły emisji spalin i ochrony środowiska. Dlatego postanowiono położyć większy nacisk na wygląd i wygodę. Ta forma nadwozia pozostała niemal niezmieniona do roku 1973, kiedy to wszedł kolejny przepis dotyczący zderzaków – Mustang z 1973 roku musiał mieć większe zderzaki, przez co jeszcze podniosła się jego masa. Również w 1973 roku Ford porzucił produkcję kabrioletów – nie powstawały one aż do roku 1983. Wiadomość o zaprzestaniu produkcji kabrioletów spowodowała wzrost sprzedaży o 5700 aut.

### Wersje specjalne
- Shelby Mustang:
  - GT-350
  - GT-350H
  - GT-500
  - GT500 Supersnake (1 sztuka)
  - Shelby Europa – 1971 (14 sztuk)
- Indy Pace Car – Safety Car na Indy 500 w 1964 i 1965 roku
- Player’s Special Edition – 1965
- T-5 – 1965
- Anniversary Gold Edition – 1965
- High Country Edition – 1966 (wersja dostępna jedynie w Kolorado)
- Sprint 200 Special – 1966
- GTA – 1967
- Stallion – 1967 (8 sztuk)
- Bullitt – 1968 (2 sztuki)
- Califronia Special – 1968
- Color of the Month – 1968
- Shelby GT500 Police Interceptor – 1968
- Shelby GT500-KR – 1968
- GT 390 – 1968
- Grande – 1969
- Mach 1 – 1969
- Boss 302 – 1970
- Boss 429 – 1970
- Gragger – 1970
- Twister Special – 1970
- Boss 351 – 1971
- Unique Performance GT500E Eleanor – 2002

### Silniki (1964-1969)
- 170CiD (2,8 l) L6 105 KM Thriftpower (1964)
- 200CiD (3,3 l) L6 120 KM Thriftpower (1965–1967)
- 200CiD (3,3 l) L6 115 KM Thriftpower (1968)
- 260CiD (4,3 l) V8 164 KM Windsor (1964)
- 289CiD (4,7 l) V8 195 KM Windsor (1968)
- 289CiD (4,7 l) V8 210 KM Windsor (1964)
- 289CiD (4,7 l) V8 200 KM Windsor (1965–1967)
- 289CiD (4,7 l) V8 225 KM Windsor (1965–1967)
- 289CiD (4,7 l) V8 271 KM Windsor HiPo (1964–1967)
- 289CiD (4,7 l) V8 271 KM Shelby GT-350 (1967)
- 289CiD (4,7 l) V8 306 KM Shelby GT-350 (1965–1966)
- 302CiD (4,95 l) V8 210 KM Windsor (1968)
- 302CiD (4,95 l) V8 230 KM Windsor (1968)
- 302CiD (4,95 l) V8 230 KM Shelby GT-350(1968)
- 390CiD (6,4 l) V8 270 KM FE (1968)
- 390CiD (6,4 l) V8 320 KM FE (1967)
- 390CiD (6,4 l) V8 325 KM FE (1968)
- 428CiD (7,0 l) V8 335 KM Shelby GT-500 (1967-1968)
- 428CiD (7,0 l) V8 335 KM CobraJet (1968)[18]

### Silniki (1969–1971)
- 200CiD (3,3 l) R6 115 KM
- 200CiD (3,3 l) R6 120 KM
- 250CiD (4,1 l) R6 155 KM
- 302CiD (4,95 l) V8 220 KM
- 302CiD (4,95 l) V8 290 KM (Boss 302)
- 351CiD (5,75 l) V8 250 KM
- 351CiD (5,75 l) V8 290 KM
- 351CiD (5,75 l) V8 300 KM
- 390CiD (6,4 l) V8 320 KM
- 428CiD (7,0 l) V8 335 KM (CobraJet)
- 428CiD (7,0 l) V8 335 KM (CobraJet-R)
- 429CiD (7,0 l) V8 375 KM (Boss 429)

### Silniki (1971–1974)
- 250 CiD (4,1 l) 1V R6 98 KM
- 250 CiD (4,1 l) 1V R6 99 KM
- 250 CiD (4,1 l) 2V R6 145 KM
- 302 CiD (4,95 l) 2V V8 140 KM
- 302 CiD (4,95 l) 2V V8 141 KM
- 302 CiD (4,95 l) 2V V8 210 KM
- 351 CiD (5,75 l) 2V V8 177 KM
- 351 CiD (5,75 l) 2V V8 240 KM
- 351 CiD (5,75 l) 4V V8 330 KM (Boss)
- 351 CiD (5,75 l) 4V V8 266 KM (CobraJet)
- 351 CiD (5,75 l) 4V V8 275 KM
- 351 CiD (5,75 l) 4V V8 280 KM (CobraJet)
- 351 CiD (5,75 l) 4V V8 285 KM
- 429 CiD (7,0 l) 4V V8 370 KM (CobraJet)
- 429 CiD (7,0 l) 4V V8 375 KM (CobraJet)

## Druga generacja

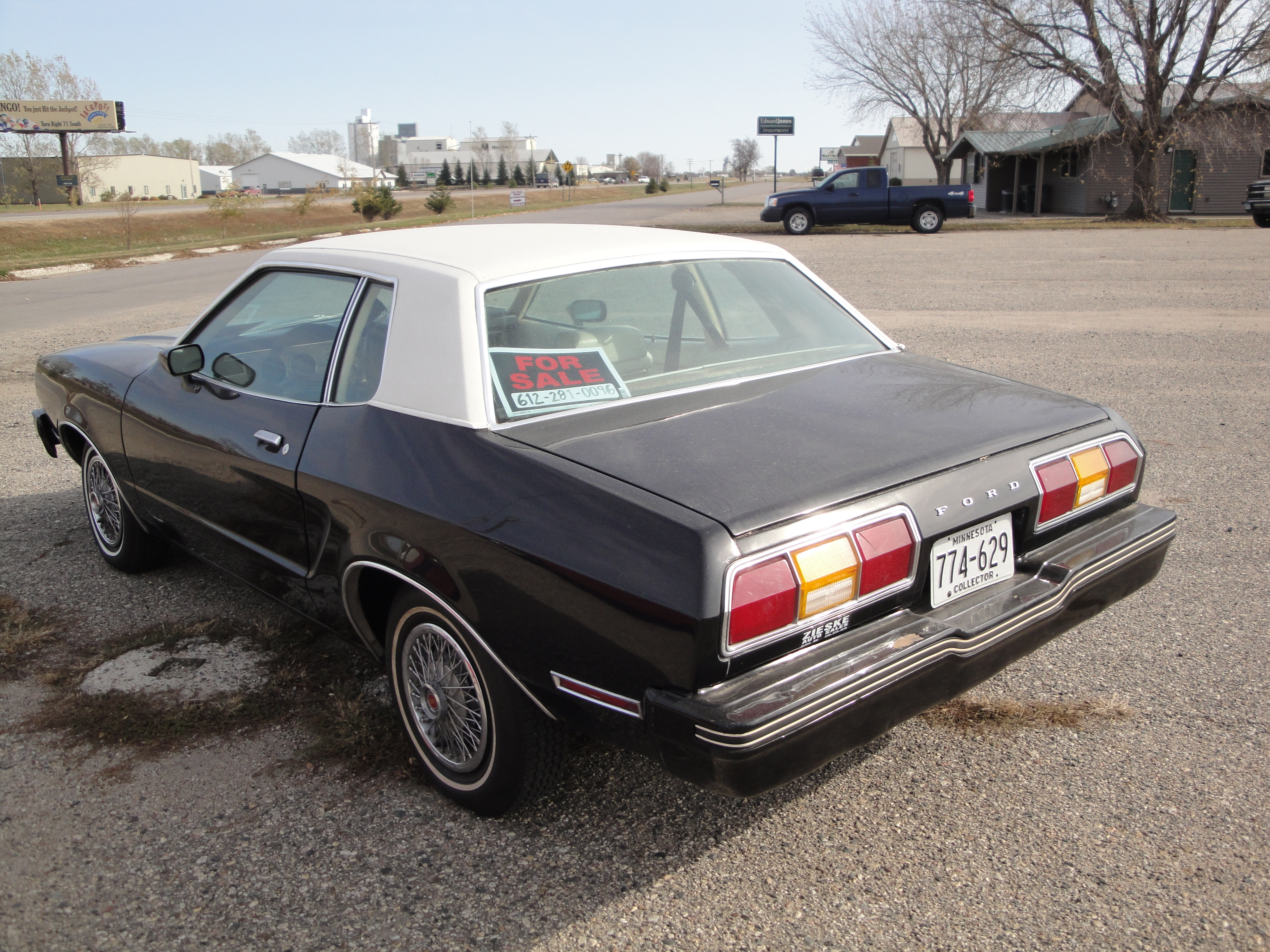
Ford Mustang II - tył

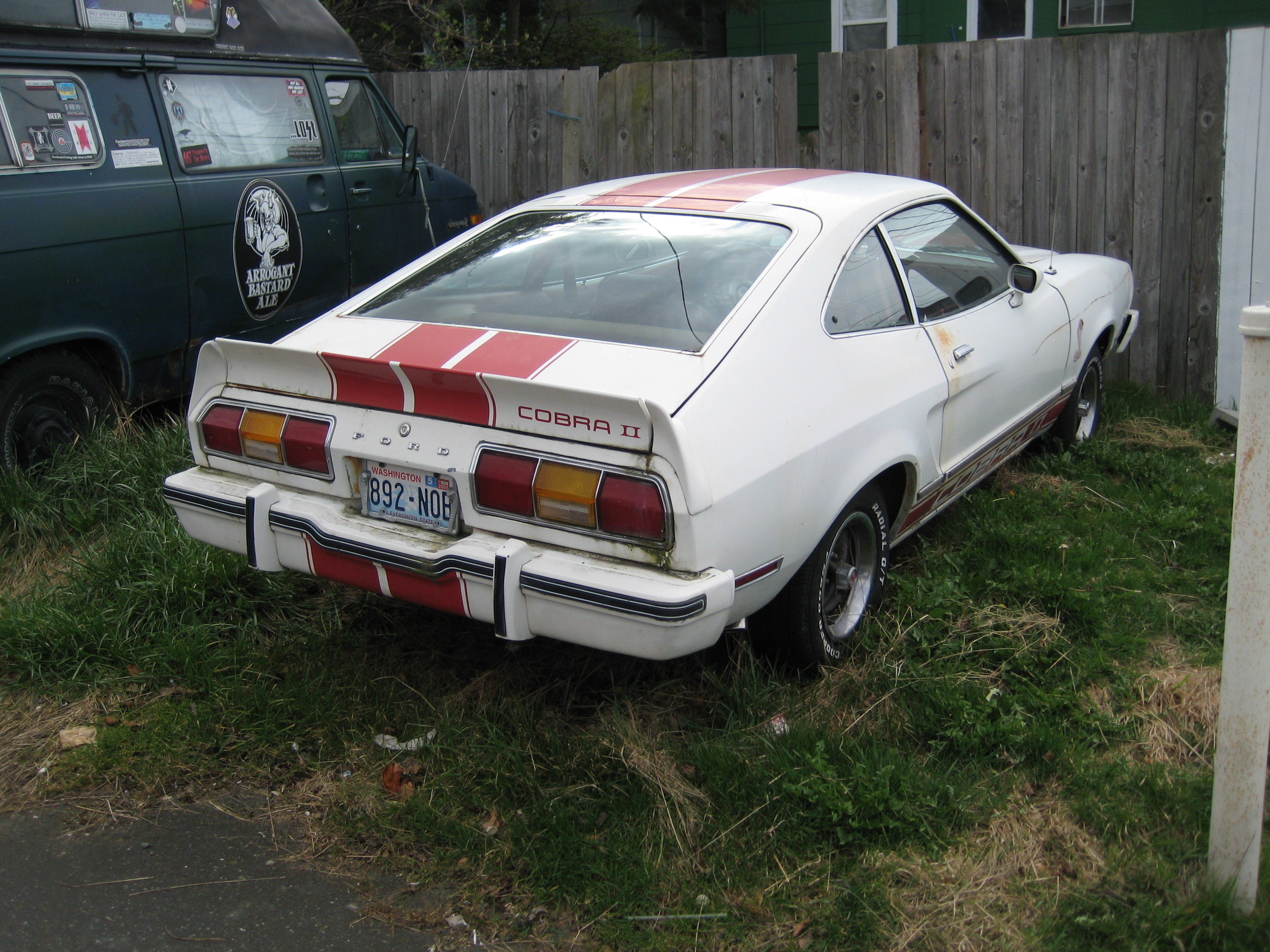
Ford Mustang II Fastback

Ford Mustang II został zaprezentowany po raz pierwszy w 1974 roku.
Wraz z nadejściem lat 70. w USA kryzysu paliwowego, inflacja wynosiła 12%. Dodge zaprzestał produkcji modelu Challenger, zakończono również produkcję samochodu Plymouth Barracuda. General Motors niemal porzuciło produkcję modeli Camaro i Firebird. Do przepisów dotyczących emisji spalin dołączyło ograniczenie prędkości do 55 mil na godzinę. Aby Mustang pozostał w produkcji, musiał przejść głębokie modyfikacje z uwzględnieniem nowych regulacji federalnych.
Pojawił się więc Mustang II – mniejszy i lżejszy, z mniejszymi silnikami. Nowy Mustang posiadał całkowicie nowy wygląd i dopracowane właściwości jezdne. Spalał też mniej paliwa niż modele z poprzednich lat. Na początku dostępny był w dwóch wersjach nadwozia – dwudrzwiowy hardtop i trzydrzwiowy liftback. Zmieniły się przez to proporcje Mustanga II, pozostał za to charakterystyczny wygląd atrapy chłodnicy.
Na początku były oferowane dwa silniki: czterocylindrowy o mocy 88 KM i sześciocylindrowy o mocy 105 koni mechanicznych. W późniejszych latach weszły nieco mocniejsze jednostki, posiadające moc od 122 do 140 KM. W 1974 roku wprowadzono też modele Ghia, wyróżniające się wygodą i wykończeniem. Wyprodukowano 385,993 egzemplarzy. Mustang II otrzymał też tytuł Car of the Year od magazynu Motor Trend. W 1976 roku wprowadzono specjalny model Cobra II, który miał być nawiązaniem do modelu Shelby Mustang GT350 – przez charakterystyczne paski biegnące przez całą długość samochodu oraz dodatki uatrakcyjniające wygląd. W roku 1977 dla modeli z nadwoziem fastback wprowadzono specjalne dachy typu targa. Na przestrzeni lat producenci wprowadzali coraz to nowe wersje nadwoziowe, by sprostać wymaganiom i gustom klientów.

### Wersje specjalne
- King Cobra – 1978

### Silniki
- 140 CiD (2,3 l) R4 88 KM 8V
- 140 CiD (2,3 l) R4 92 KM 8V
- 171 CiD (2,8 l) V6 90 KM 12V
- 171 CiD (2,8 l) V6 103 KM 12V
- 171 CiD (2,8 l) V6 105 KM 12V
- 302 CiD (5,0 l) V8 134 KM 16V
- 302 CiD (5,0 l) V8 139 KM 16V
- 302 CiD (5,0 l) V8 140 KM 16V

## Trzecia generacja

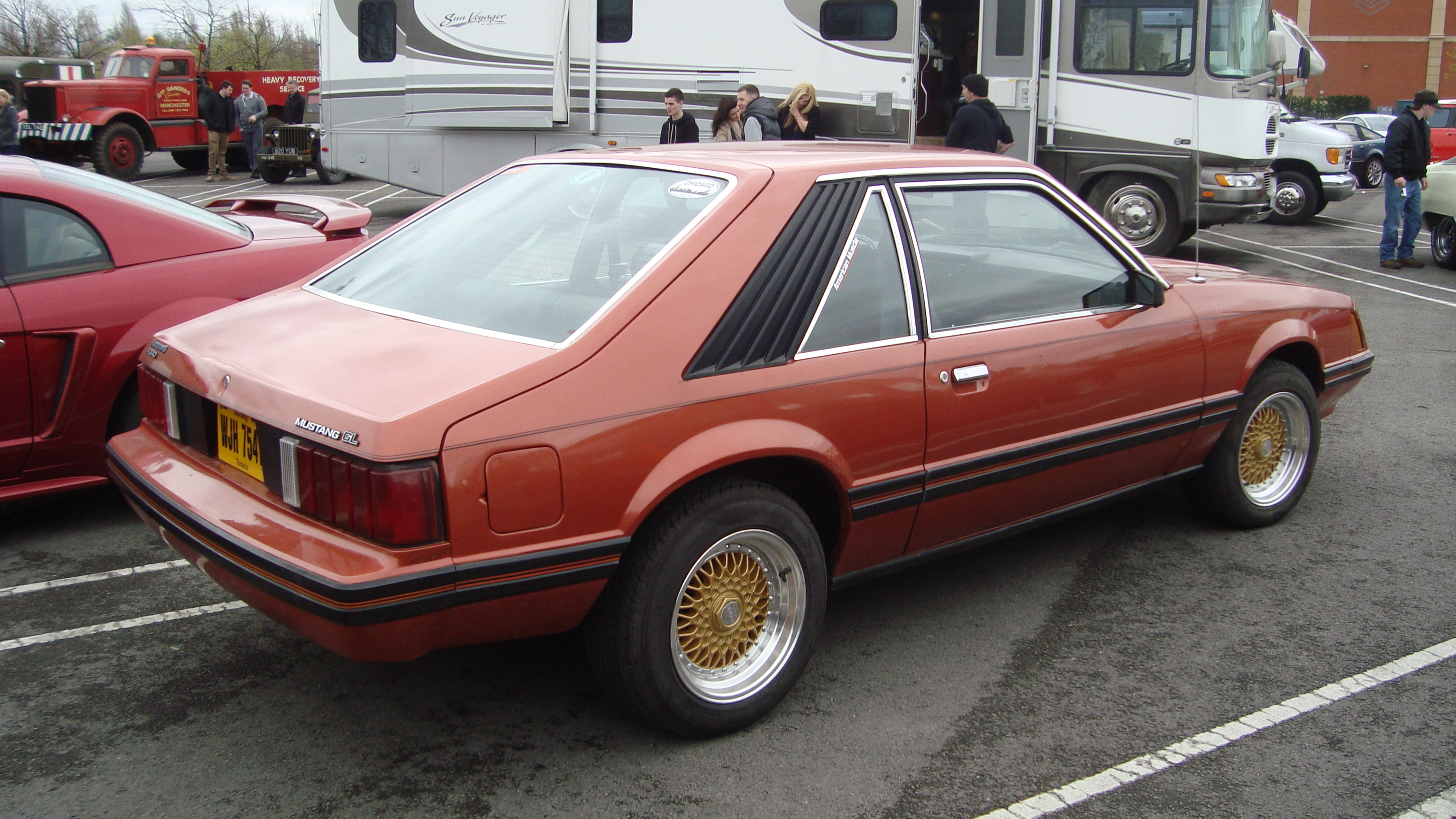
Ford Mustang III – tył

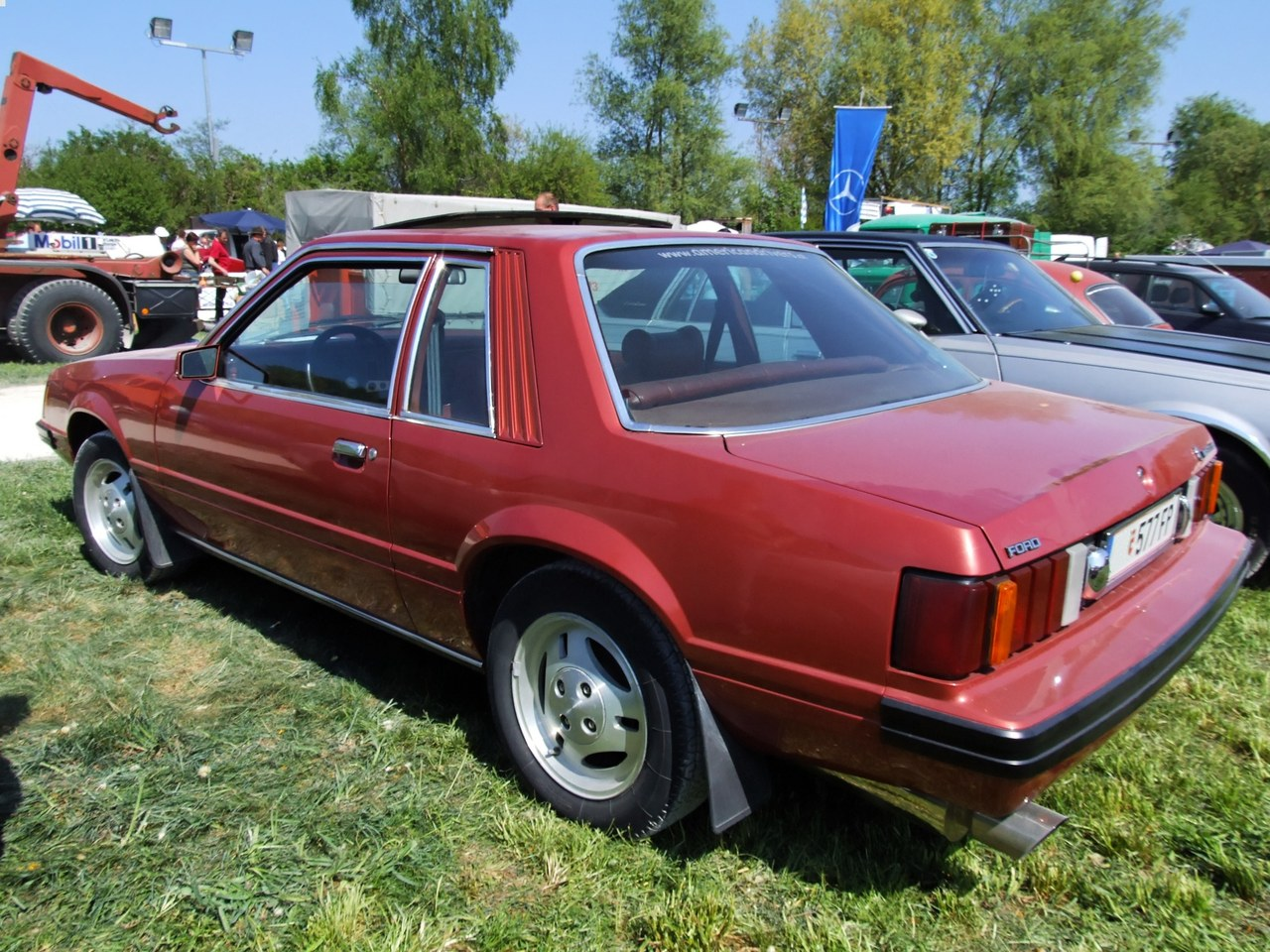
Ford Mustang III Coupe

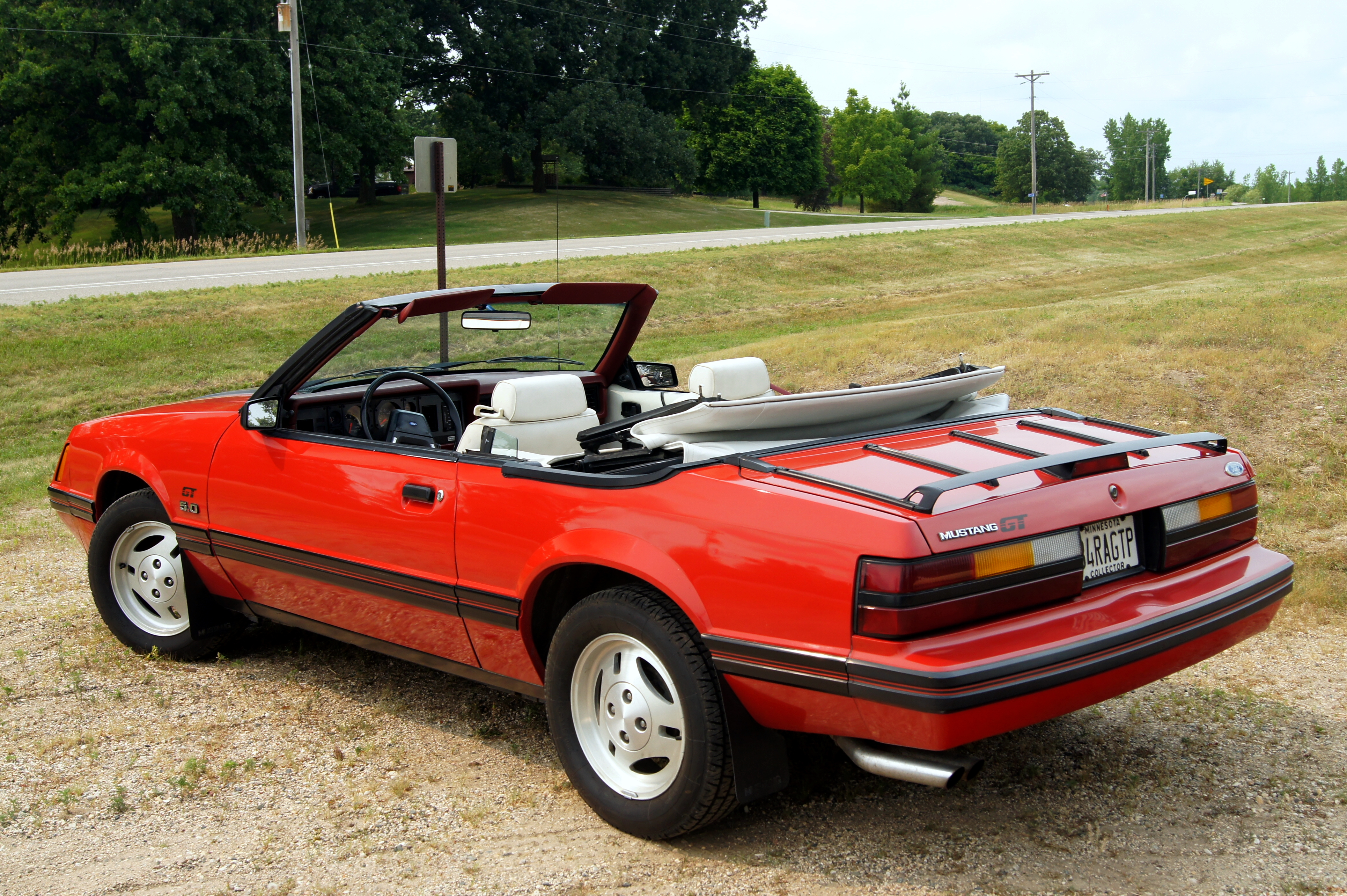
Ford Mustang III Convertible

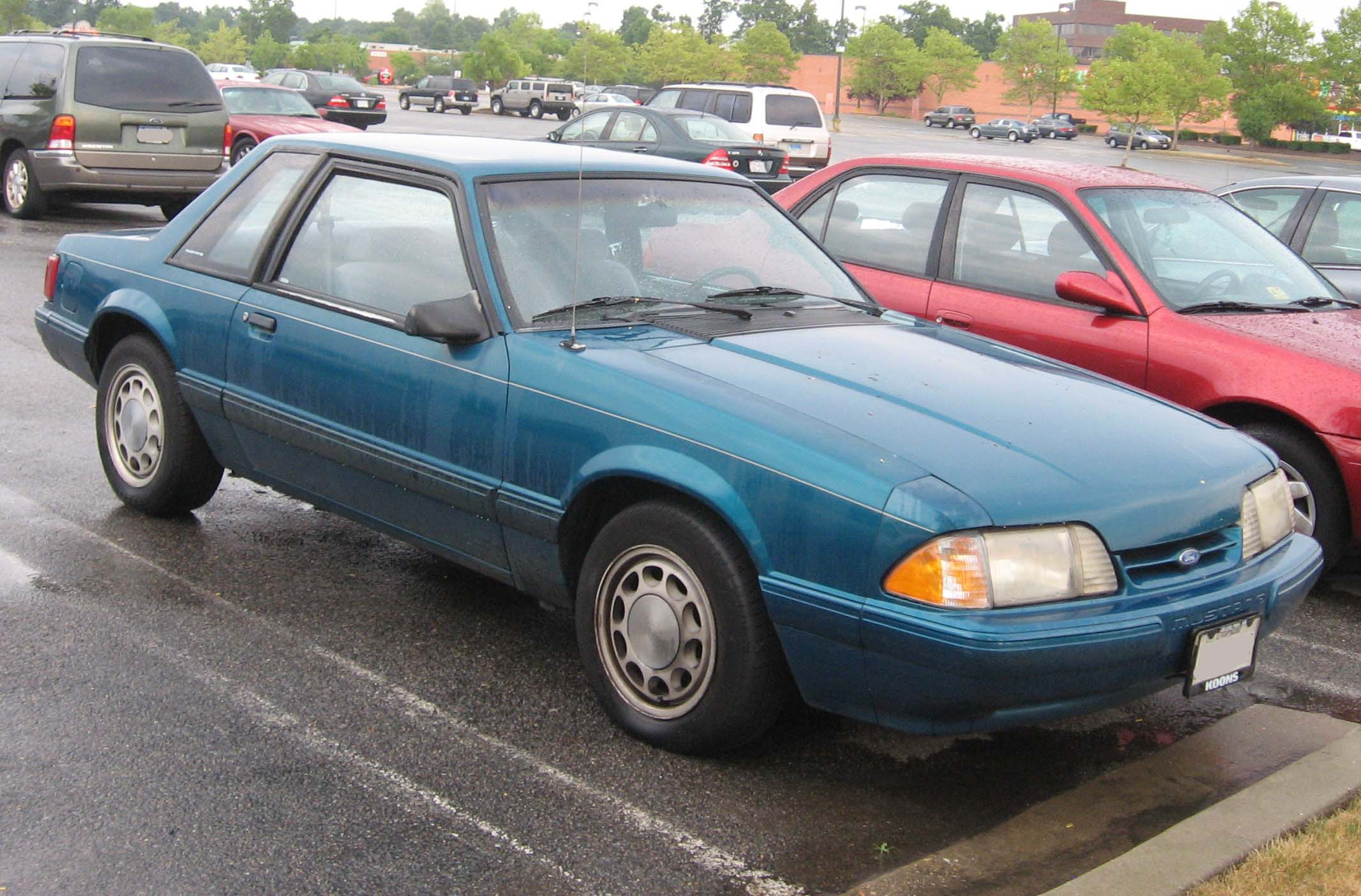
Ford Mustang III po liftingu

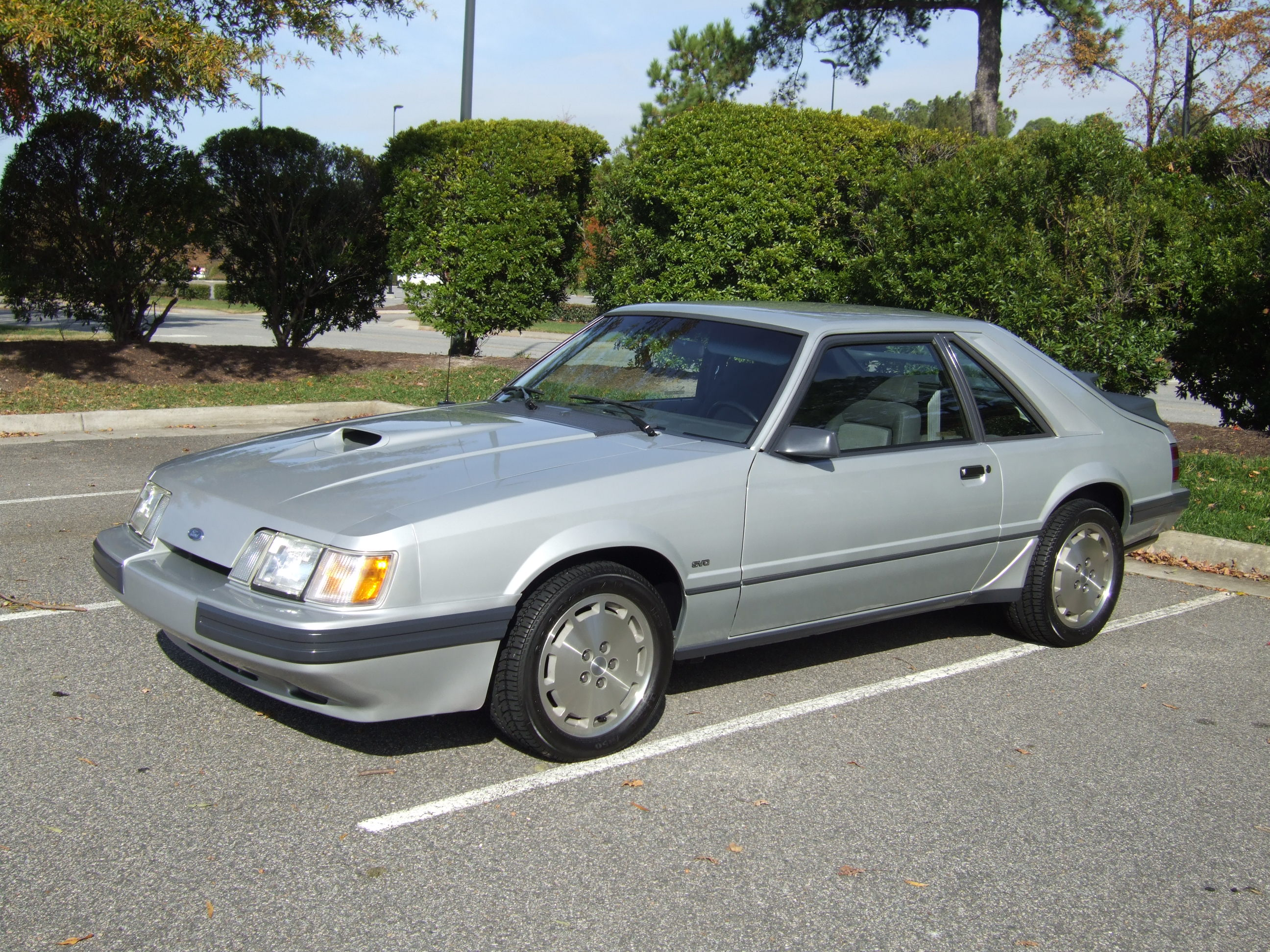
Ford Mustang III SVO

Ford Mustang III został zaprezentowany po raz pierwszy w 1979 roku.
Trzecia generacja Mustanga, zwana też „Fox-Body” była bazowana na modelu Fairmont. W 1979 roku powstały dwa rodzaje nadwozia: dwudrzwiowy sedan i dwudrzwiowe coupe. W nadwoziu zastosowano rozwiązania stylistyczne nawiązujące do wzornictwa typowego dla europejskich modeli Forda – zredukowano liczbę chromowanych ozdobników, nadwozie przybrało łagodniejszy, kanciasty kształt, natomiast dotychczasowy design przodu został porzucony na rzecz łagodnie opadającej plastikowej atrapy i prostokątnych reflektorów. Zbliżony wygląd aut zachował się do roku 1993, przez co jeszcze bardziej upodobniły się do samochodów europejskich.
W tym czasie produkowano już mocniejsze silniki niż w połowie lat 70. W latach 1979–1981 były wciąż wprowadzane niewielkie zmiany konstrukcyjne. Gamę wariantów wyposażeniowych wzbogaciły ponownie Ghia (dla modeli coupé) i Cobra (dla liftbackĻw – brak spoilerów, atrapa wlotu powietrza na masce).
W 1982 roku pojawiły się rozległe zmiany – Ford wprowadził na nowo model Mustang GT, który otworzył nową erę muscle carów. Reklamy w gazetach oparte były na haśle: „The Boss is Back” (Boss – modele Mustanga produkowane w latach 1969–1970). Mustang GT posiadał czterostopniową skrzynię biegów, Silnik V8 Windsor o mocy 157 KM, sportowe opony oraz sztywne zawieszenie. Moc silników modelu GT wzrastała, osiągając szczyt w roku 1987 z wynikiem 225 KM. Niezależnie od modelu GT były produkowane bardziej luksusowe wersje: L, GL i GLX. W 1987 roku nastąpiły poważne zmiany wyglądu, które utrzymały się do roku 1993.

### SP Mustang
W roku 1992, kalifornijska policja poprosiła Forda o wyprodukowanie serii szybkich i lekkich samochodów policyjnych. Standardowe modele policji – Ford Fairmont oraz modele LTD i Crown Victoria były zbyt ciężkie do ścigania przestępców. W ciągu jedenastu lat (od 1982 do 1993) wyprodukowano 15 000 egzemplarzy tego auta. Mustangi SSP posiadały silnik o mocy 175 koni mechanicznych – nie były zbyt szybkie, lecz dobrze spełniały swoje zadanie.

### Wersje specjalne
- Cobra – 1979
- Indy Pace Car – 1979 (Safety Car na Indy 500)
- Mustang Ghia – 1979
- McLaren M81 – 1980 (10 sztuk)
- SSP – 1982
- 20th Anniversary – 1984
- Saleen – 1984
- SVO – 1984
- Fox – 1987
- ASC McLaren – 1987
- Steeda GT – 1988
- US Mustang – 1988
- Saleen S422 – 1989
- Saleen SSC – 1989
- Saleen SC – 1990
- SVT Cobra – 1993

### Silniki
- 2,3 l R4 88 KM 1V
- 2,3 l R4 88 KM 2V
- 2,3 l R4 90 KM 2V (Automatic)
- 2,3 l R4 105 KM
- 2,3 l R4 132 KM 2V Turbo
- 2,3 l R4 145 KM Turbo
- 2,3 l R4 175 KM (SVO motor)
- 2,3 l R4 205 KM (SVO)
- 2,8 l V6 109 KM 2V
- 3,3 l R6 85 KM 1V
- 3,3 l R6 91 KM 1V (Manual)
- 3,3 l V6 94 KM 1V
- 3,3 l V6 94 KM 1V
- 3,8 l V6 112 KM 2V
- 3,8 l V6 120 KM 2V
- 3,8 l V6 120 KM
- 4,2 l V8 120 KM 2V
- 5,0 l V8 140 KM 2V
- 5,0 l V8 157 KM 2V
- 5,0 l V8 165 KM
- 5,0 l V8 175 KM 4V
- 5,0 l V8 200 KM
- 5,0 l V8 205 KM
- 5,0 l V8 210 KM
- 5,0 l V8 225 KM
- 5,0 l V8 235 KM (COBRA)

## Czwarta generacja

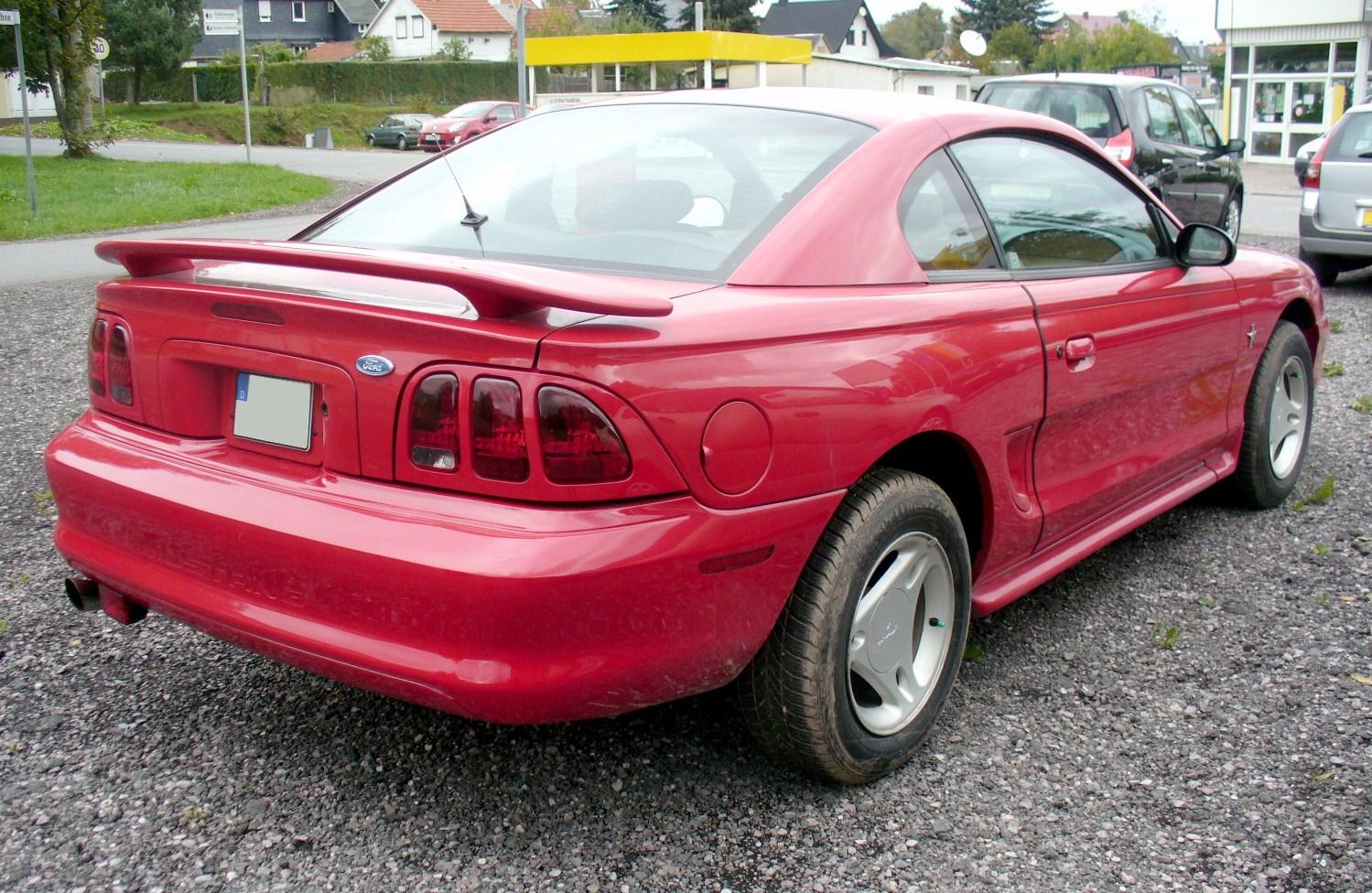
Ford Mustang IV - tył

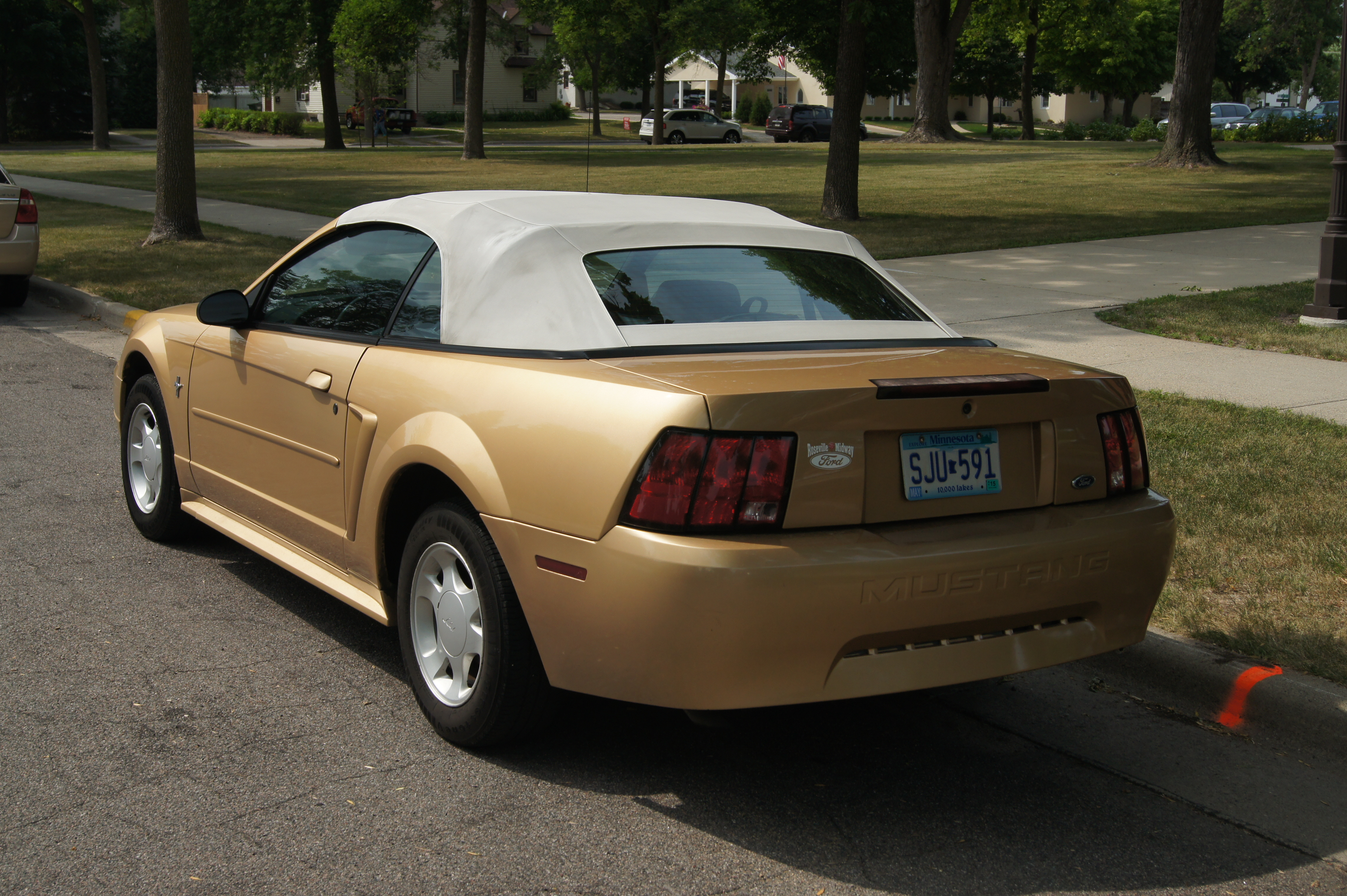
Ford Mustang IV Convertible

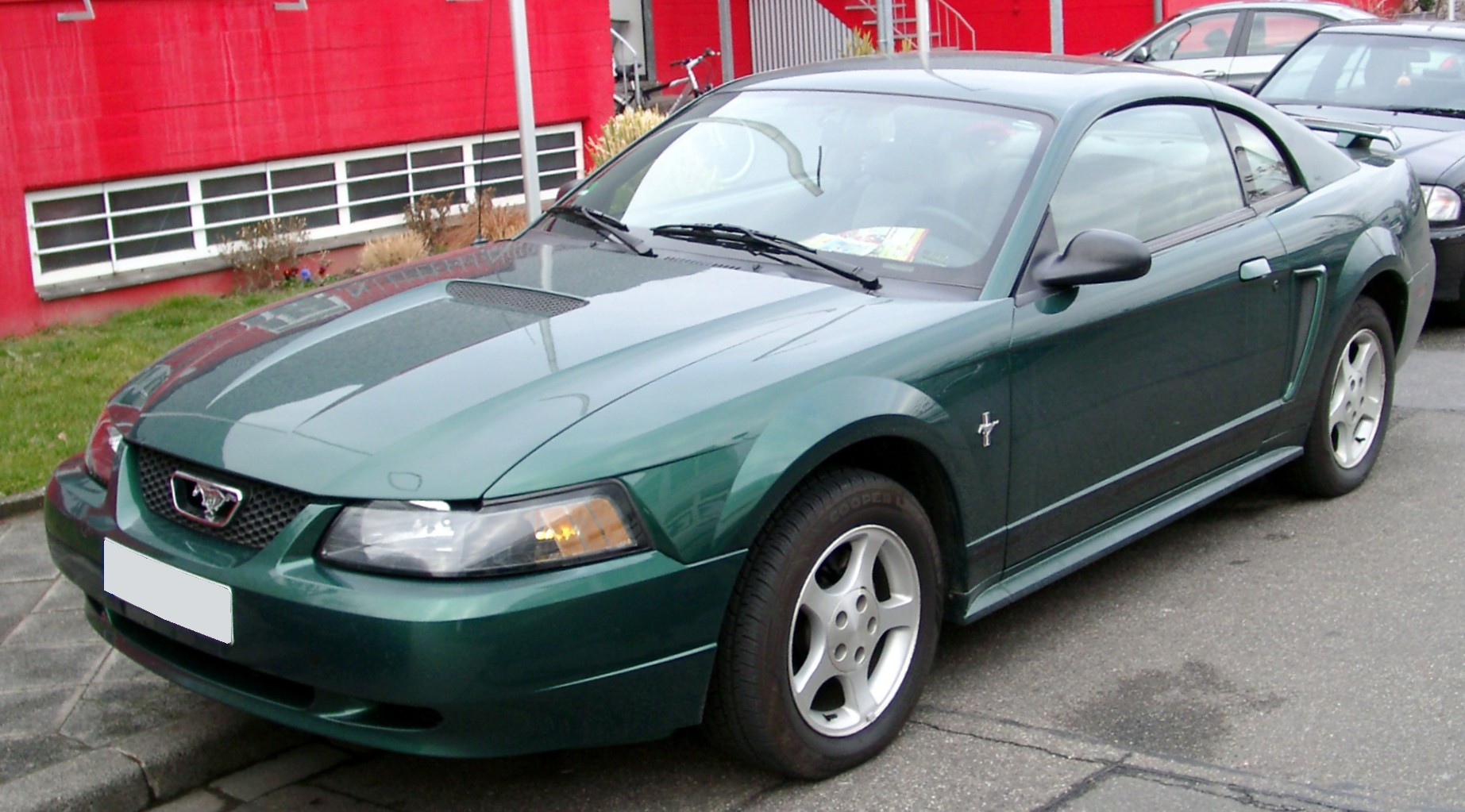
Ford Mustang IV po liftingu

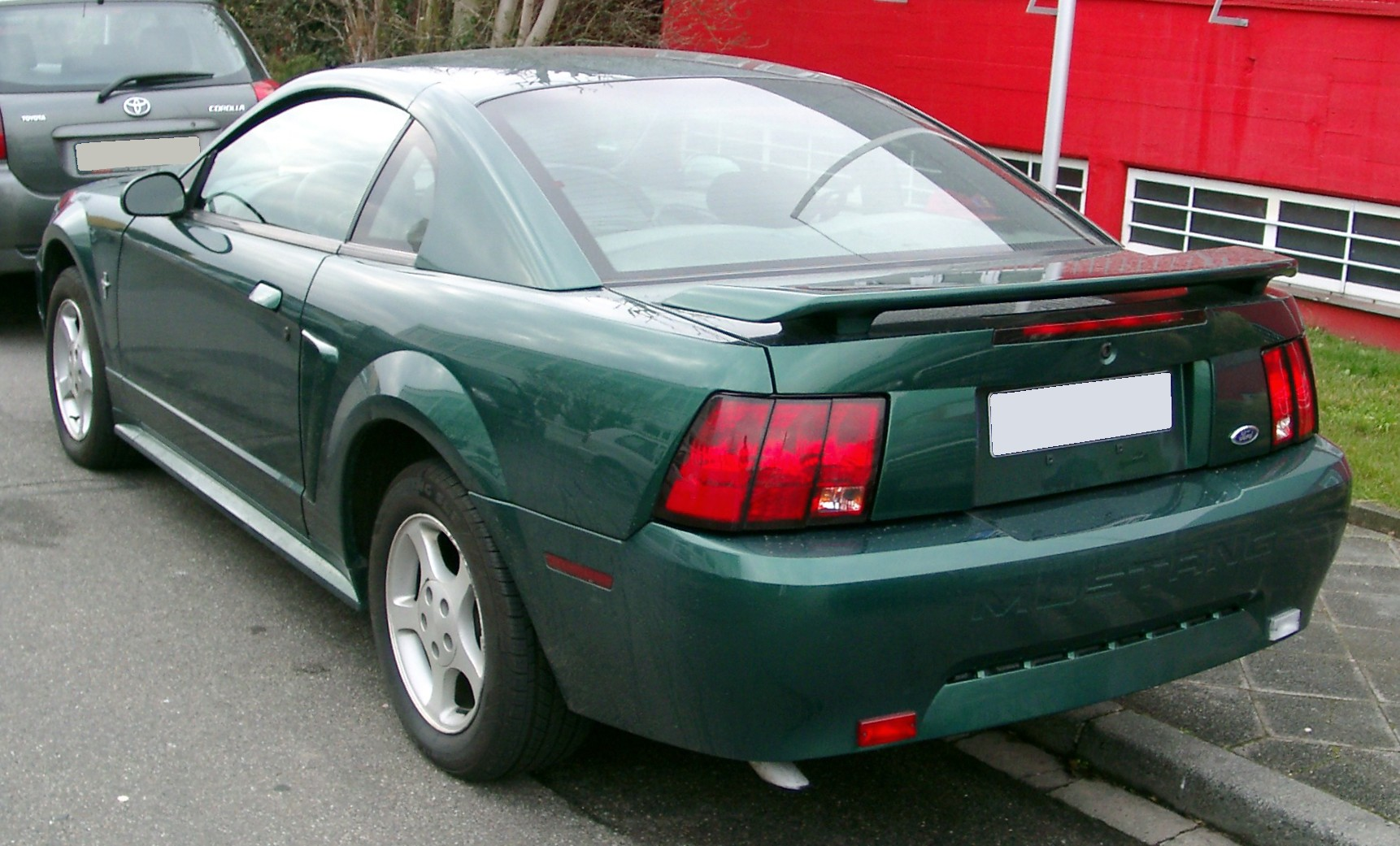
Ford Mustang IV - tył po liftingu

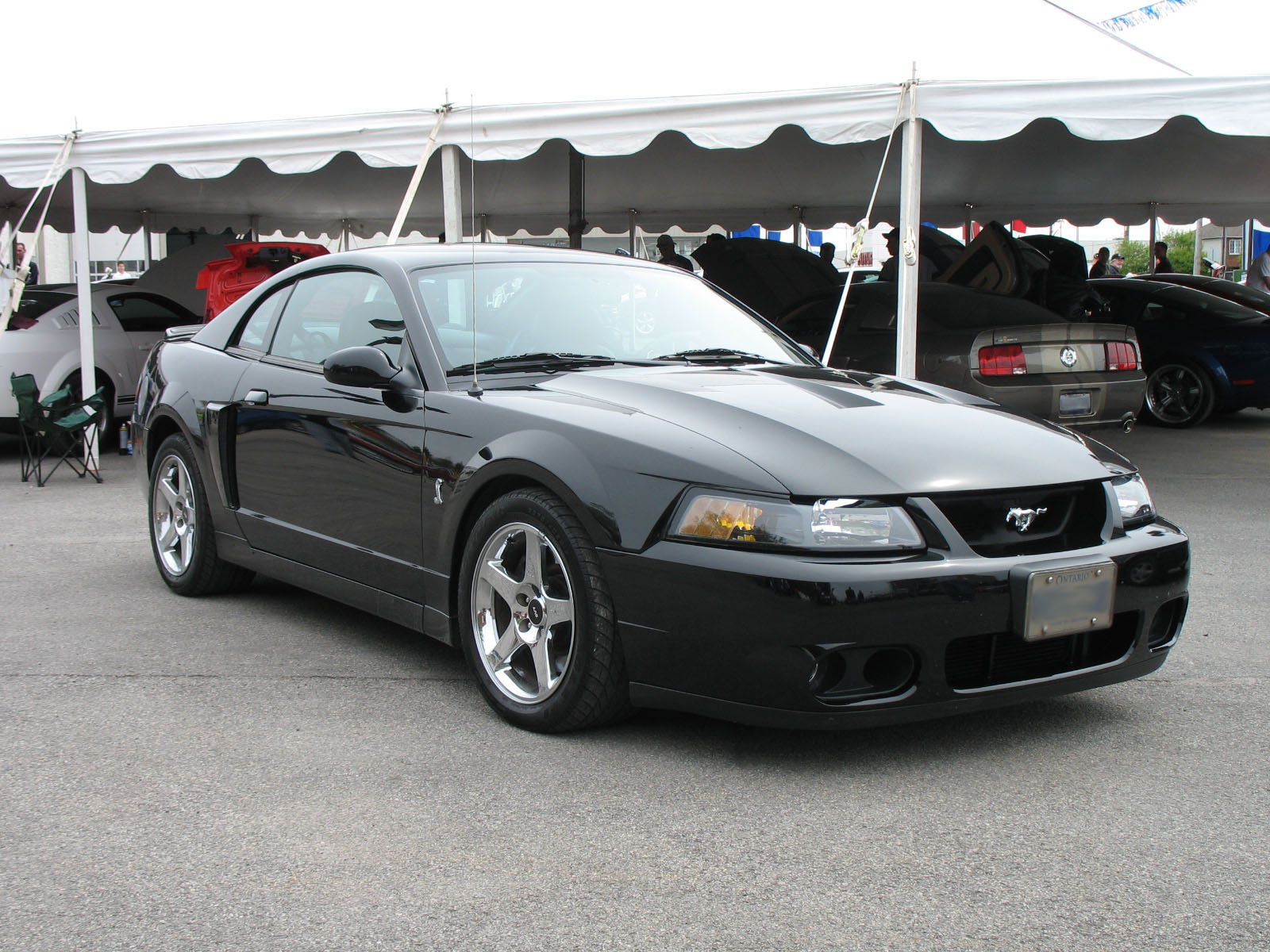
Ford Mustang IV SVT Cobra

Ford Mustang IV został zaprezentowany po raz pierwszy w 1993 roku.
W 1994 nastąpiła kolejna zdecydowana zmiana wyglądu. Nowy model, którego premiera nastąpiła 9 grudnia 1993 oznaczony kodem „SN-95” przedstawiał nowe podejście do koncepcji modelu Mustang – swoim wyglądem nawiązywał do starszych generacji tego modelu, na nadwozie powrócił symbol galopującego koń (w latach 80. był tam niebieski znaczek Forda). Moc silników zwiększyła się do 215 koni mechanicznych (podstawowy model wyposażony był w silnik V6 o pojemności 3,8 litra i mocy 150 KM).
Również w roku 1994 powstał specjalny model Mustang Cobra Convertible. Posiadał pięciolitrowy silnik V8 o mocy 240 koni mechanicznych. W tym samym roku Mustang otrzymał prestiżowy tytuł Car of the Year od magazynu „Car and Driver”. W roku 1996 Mustang po raz kolejny przeszedł facelifting – atrapa chłodnicy otrzymała nowy design, przypominający swym wyglądem plaster miodu. Również tylne światła były ułożone pionowo, a nie poziomo jak w modelach z lat 80. i pierwszej połowy lat 90. Pojawił się specjalny model SVT Mustang Cobra z dużym silnikiem V8 o pojemności 4,6 litra i mocy 305 koni.
Rozmiar silnika wymusił nowy wygląd maski z charakterystycznym wybrzuszonym wlotem powietrza. Podobnie jak w dawniejszych latach, klienci mieli wciąż prawo wyboru za dopłatą odpowiednich pakietów i akcesoriów do swojego samochodu, np. Preferred Equipment Package w samochodach typu GT (w skład zestawu wchodziły m.in.: klimatyzacja, radio AM/FM, odtwarzacz kaset, ABS, lampy przeciwmgielne, tylny spoiler, sportowe siedzenia). Rok 1998 był zarazem ostatnim rokiem zaokrąglonych kształtów samochodów (ang. „Round Body Mustang”).

### Lifting
Rok 1999 to 35. rocznica wprowadzenia na rynek pierwszego Mustanga. Na tę okazję Ford przygotował specjalną wersję samochodu w zupełnie nowej stylistyce „New Edge”. Mustang stracił swoje łagodne, zaokrąglone kształty na rzecz ostrych, agresywnych krawędzi, zachowując przy tym aerodynamiczność. Wąskie, halogenowe światła przednie zespolone z kierunkowskazami, większe rury wydechowe oraz elementy karoserii wykonane z tworzyw sztucznych. Model posiadał również oznaczenia charakteryzujące 35. rocznicę produkcji. W 2000 roku nie nastąpiły zmiany w wyglądzie zewnętrznym (poza usunięciem rocznicowych oznaczeń z roku 1999). Modele V-6 i GT odróżniały się od siebie tylko tym, że GT posiadał podwójne rury wydechowe.
W roku 2000 pojawiła się również limitowana seria modeli 300 „Cobra R”. Była to wersja specjalna, nawiązująca do wyścigów. Cobra R była wyposażona w silnik DOHC o pojemności 5,4 litra i o mocy 385 koni mechanicznych. Samochód był wyposażony w 6-stopniową skrzynię biegów. Pojazd pozbawiono takich akcesoriów, jak klimatyzacja, lub tylne siedzenie – by lepiej nawiązać do samochodów wyścigowych. Inne modyfikacje to m.in.: siedzenia firmy Recaro, układ wydechowy Borla, zawieszenie Bilstein, amortyzatory Eibach i wiele innych. Cobra R kosztowała 55 845 dolarów i sprzedała się niemal natychmiast.
2001 rok przyniósł kolejną edycję specjalną Mustanga GT o nazwie „Bullitt”. Był to współczesny odpowiednik Forda Mustanga GT z 1968 roku, którym jeździł Steve McQueen w filmie „Bullitt”. Zawieszenie zostało nieco obniżone, przez co poprawiły się parametry jezdne Mustanga. „Bullitt” wyposażony był też w nowe, pięcioramienne koła, nawiązujące do fastbacka z 1968. Inne elementy wystroju to np. wlot paliwa przypominający te w samolotach, aluminiowe pedały lub aluminiowa gałka skrzyni biegów. Samochód dostępny był w trzech kolorach: niebieski, czarny oraz ciemnozielony (jak Mustang z filmu). Napędzał go silnik o mocy 265 koni mechanicznych. Podobnie jak Cobra R, „Bullitt” był hitem – wszystkie 5000 egzemplarzy zostało sprzedanych bardzo szybko.
Ford Mustang z roku 2002 dostępny był wraz z systemem audio Visteon Mach 1000. System miał moc maksymalną około 1100 watów. W skład zestawu wchodziło m.in., sześć 85-watowych subwooferów oraz odtwarzacz CD ze zmieniarką na 6 płyt CD z możliwością wymiany na odtwarzacz MP3. W ciągu następnych lat pojawiło się jeszcze kilka edycji limitowanych:

### Mustang Mach 1
Mach 1 wyposażony był w silnik DOHC o mocy 305 koni mechanicznych oraz pięciobiegową ręczną skrzynię biegów. Ponadto posiadał pomalowaną na czarno maskę, 17-calowe felgi oraz wlot powietrza na masce.
- Czerwiec 2003 – 100 rocznica powstania Forda. Kolejna specjalna wersja Mustanga – modele pomalowane tylko na czarno, wyposażone w skórzane siedzenia, 17-calowe felgi, ulepszony system trakcji, podwójny wydech, kierownica obita skórą, zestaw audio Mach 460 ze zmieniarką na 6 płyt CD oraz rocznicowe oznaczenia.
- 40 rocznica powstania Mustanga w roku 2004 – wszystkie Mustangi SVT zostały wyposażone w oznaczenia rocznicowe oraz opcjonalnie możliwość nabycia ulepszeń: Deluxe Equipment Group oraz Premium Equipment Group.

### Wersje specjalne
- Saleen SR – 1994
- SVT Cobra – 1994-95
- SVT Cobra R – 1995
- GTS – 1995
- The Mystic Saleen – 1995
- Saleen S281 Cobra – 1996
- SVT Cobra – 1996-98
- Saleen S281-C Extreme Rainbow – 1997
- Saleen SA15 – 1998
- 35th Anniversary – 1999
- SVT Cobra – 1999
- SVT Cobra-R – 2000
- SVT Cobra – 2001
- Bullit – 2001
- Centennial Edition – 2003
- Mach 1 – 2003-04
- Saleen SA20 – 2003
- Steeda Q400 – 2003
- SVT Cobra – 2003-04
- 40th Anniversary – 2004

### Silniki(1993–1999)
- 3,8 l V6 150 KM
- 4,6 l V8 225 KM
- 4,6 l V8 305 KM (Cobra)
- 5,0 l V8 215 KM
- 5,0 l V8 240 KM

### Silniki (1999–2004)
- 3,8 l V6 193 KM
- 4,6 l V8 260 KM (GT)
- 4,6 l V8 305 KM (Mach 1)
- 4,6 l V8 320 KM (Cobra)
- 4,6 l V8 390 KM (Cobra Supercharged rocznik 2003-04)
- 5,4 l V8 385 KM (Cobra)

## Piąta generacja

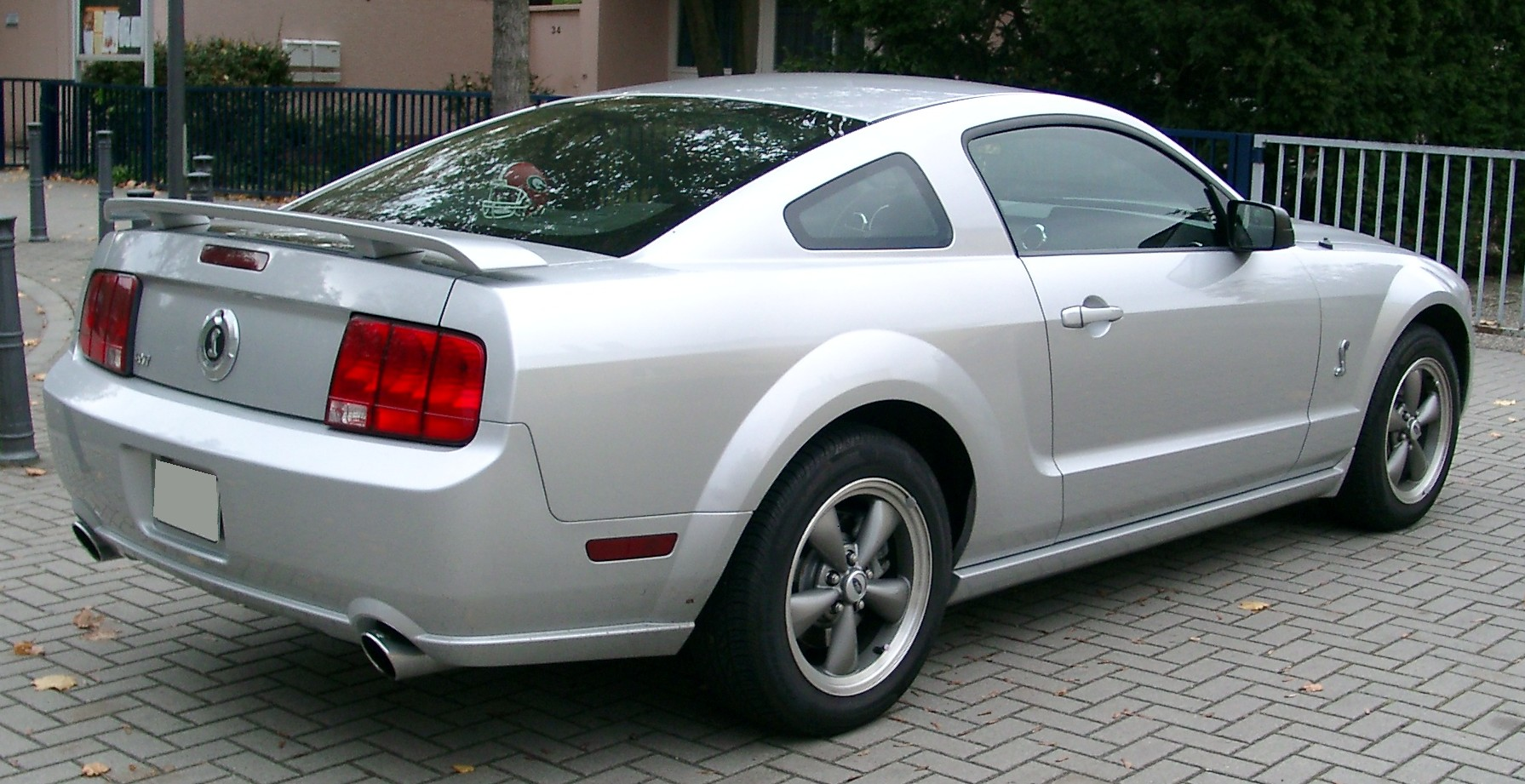
Ford Mustang V - tył

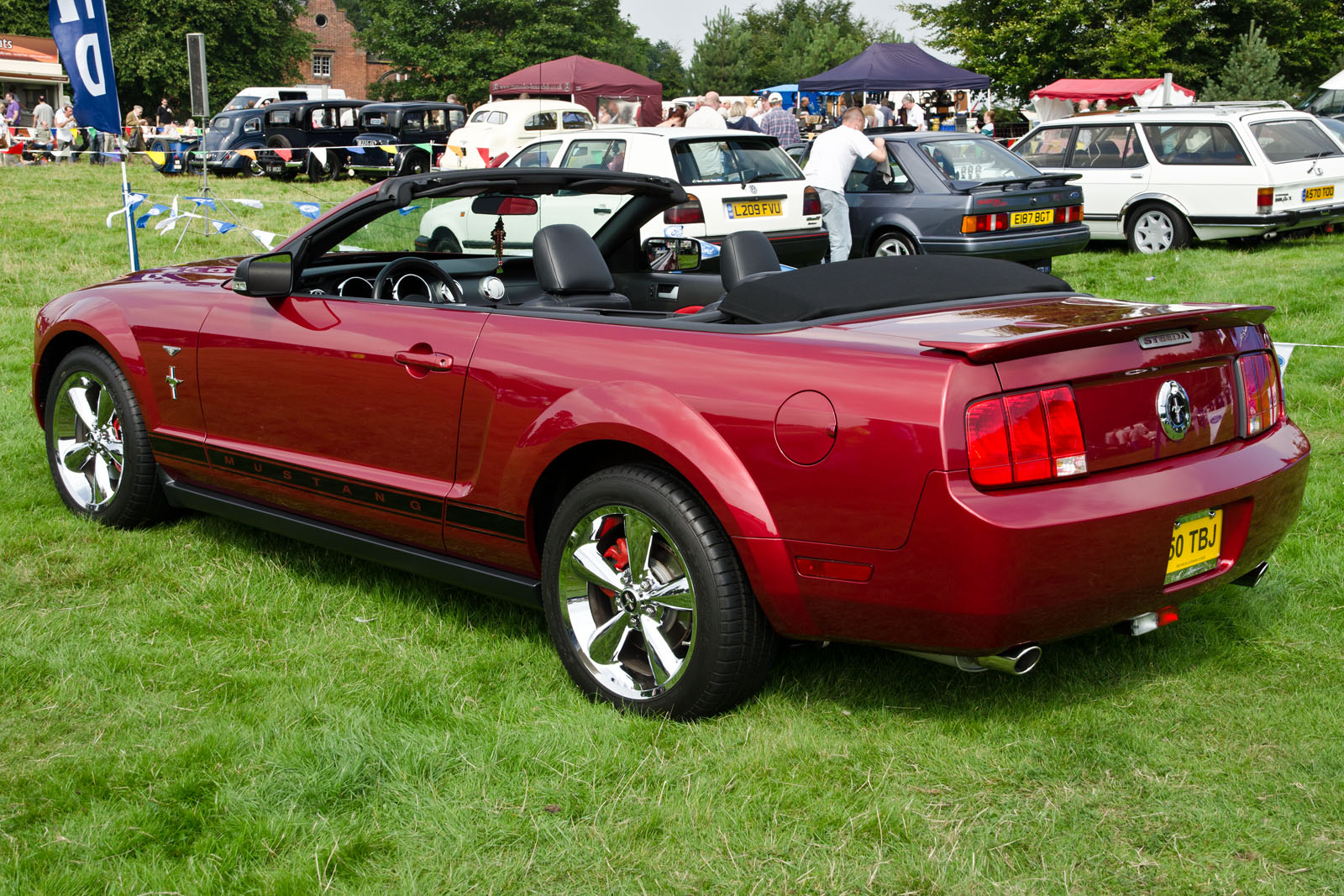
Ford Mustang V Convertible

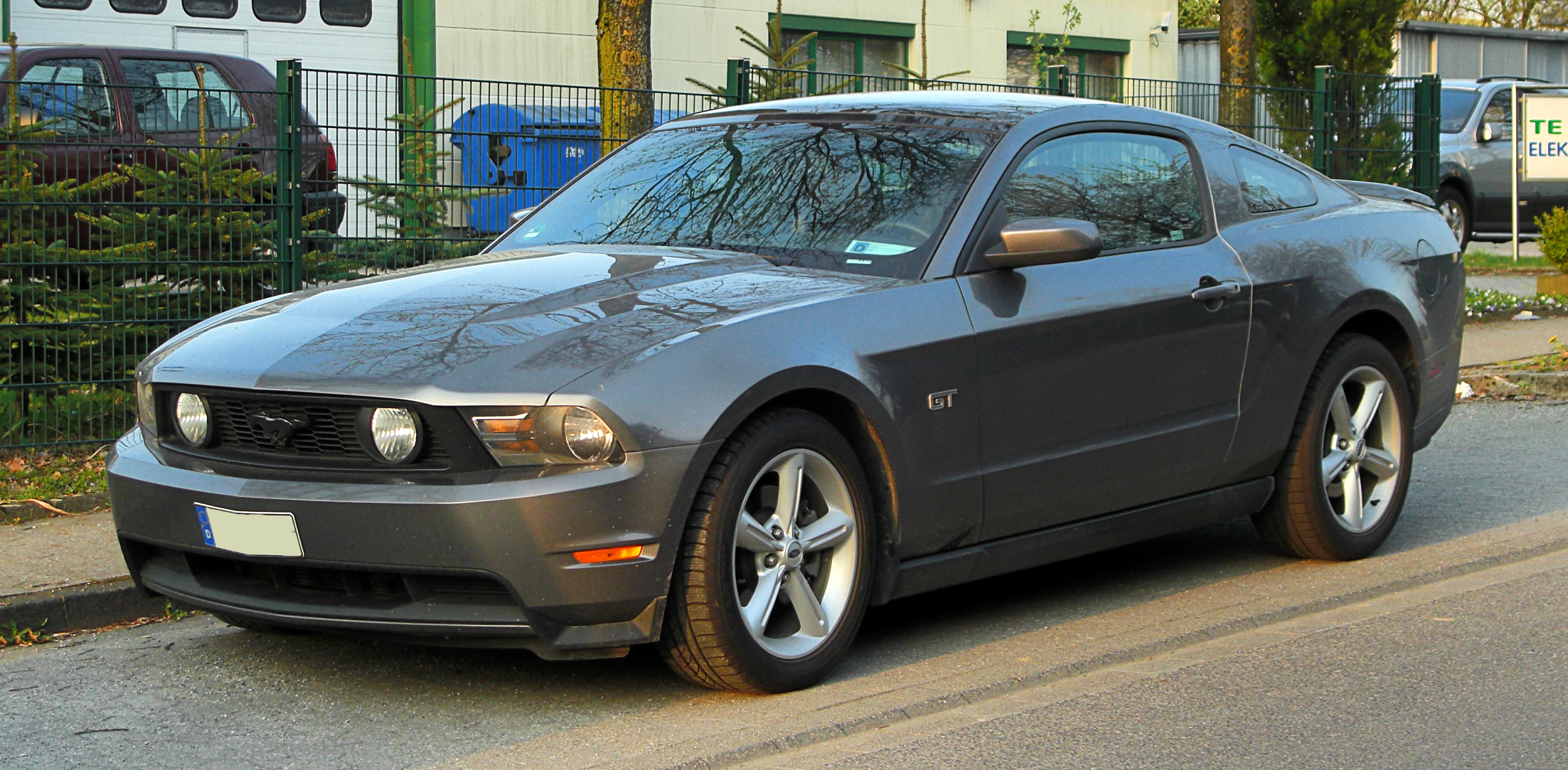
Ford Mustang V po liftingu

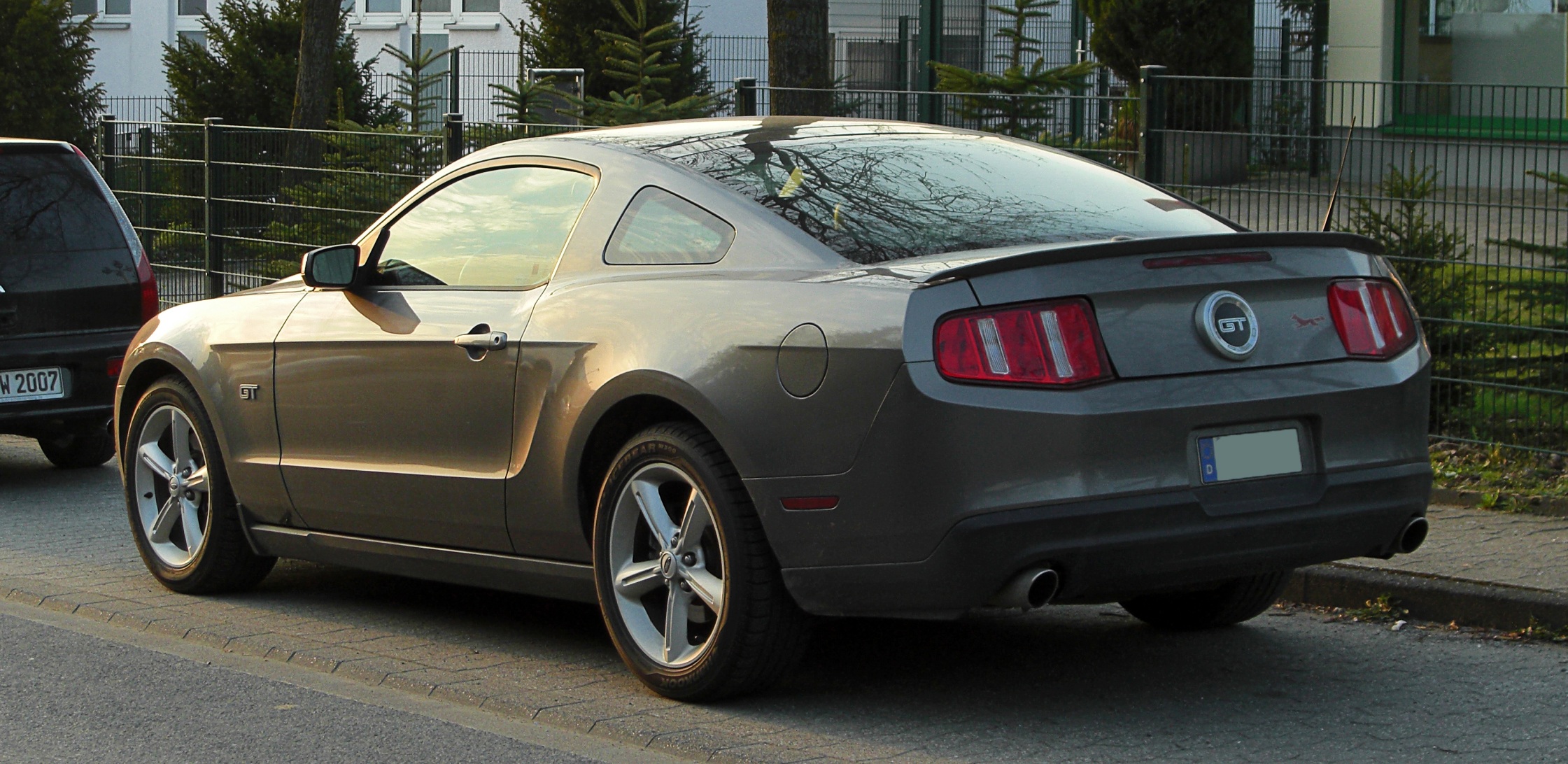
Ford Mustang V - tył po liftingu

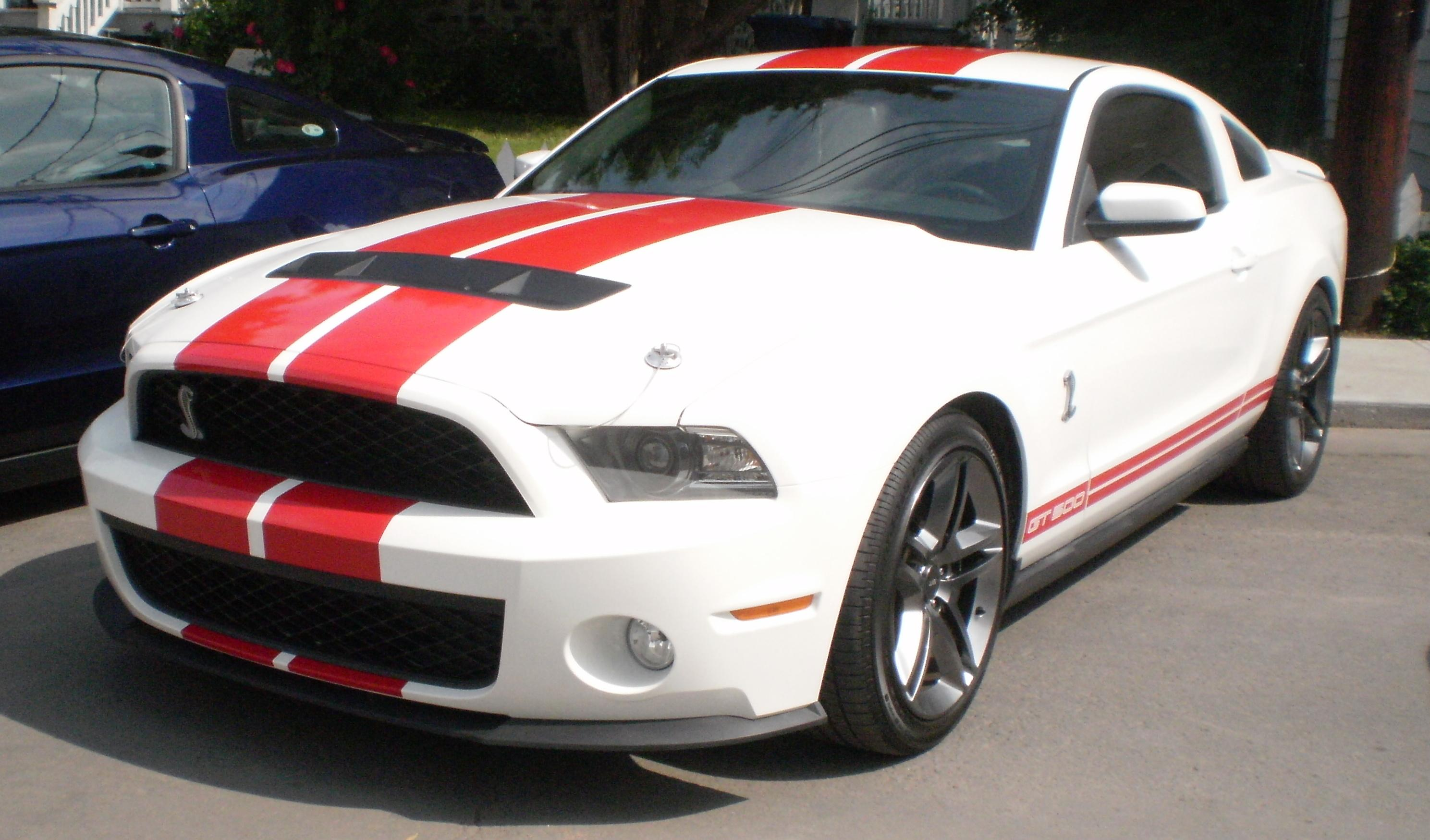
Ford Mustang V Shelby GT500

Ford Mustang V został zaprezentowany po raz pierwszy w 2004 roku.
10 lutego 2003 roku ogłoszono, że powstanie zupełnie nowa generacja Mustanga, bardziej niż poprzednicy nawiązująca swoim wzornictwem do modeli z lat 60. Prototyp pojazdu został pokazany na targach North American International Auto Show. Nie różnił się on zbytnio od modelu seryjnego produkowanego później. Ogłoszono też, że nowy Mustang będzie powstawał w fabryce AutoAlliance International (AAI) w miejscowości Flat Rock w stanie Michigan.
Nadwozie nowego Mustanga (ta generacja opisana jest skrótem S-197) zaprojektował Sid Ramnarace czerpiąc inspiracje z pierwszych modeli Mustanga. Styl nadwozia można określić jako retrofuturyzm.
Podstawowa wersja samochodu posiada silnik V6 o mocy 210 koni mechanicznych. Wersja GT jest wyposażona w 305-konny silnik V8 SOHC 24v, o pojemności 4,6 litra. Nowy Mustang jest staranniej wykonany i wykończony od swego poprzednika, posiada też nowe gadżety (w zależności od wersji wyposażenia), takie jak możliwość zmieniania kolorów zegarów na desce rozdzielczej (w sumie do 125 – 7 stałych + 1 ustawiany przez użytkownika). Nowy model okazał się bardzo popularny – około połowa wszystkich aut sportowych sprzedawanych obecnie w USA to właśnie Mustangi. Dla modeli z silnikiem V6 wyprodukowanych w 2006 roku dostępny był „Pony Package”, czyli ulepszone zawieszenie, szersze opony, nowe felgi, nowy styl atrapy chłodnicy, spoiler oraz nowe oznaczenia.
Również Carroll Shelby zainteresował się nowym Mustangiem. Na targach motoryzacyjnych New York International Auto Show w 2005 roku zaprezentowano nowego Mustanga Shelby GT500, nawiązujący również do modelu z 1967 roku. Model wyposażony jest w silnik DOHC V8 o pojemności 5,4 litra i mocy 500 lub 540 koni mechanicznych. Nowe Shelby GT500 jest dostępne od roku 2007.

### Lifting
Od 2009 roku były prowadzone badania nad bardziej wydajnymi silnikami dla Mustangów. W 2011 roku zaczęto je seryjnie montować w Mustangach które przeszły facelifting całego nadwozia, a wnętrze zostało udoskonalone i wykonane z dużo lepszej jakości materiałów niż w poprzedniej wersji.
Dalsza współpraca z dostawcą silników Boss zaowocowała stuningowaną wersją Mustanga i jego bardziej efektownym odpowiednikiem w pakiecie „Laguna Seca” dostępnym tylko dla mustangów z silnikami Boss 302. Dalsza współpraca z Karolem Shelbym zaowocowała modelami GT500, GT350 oraz GTS. Shelby Automobiles zaczął udostępniać dla mustangów silniki typu Big Block o mocy powyżej 700 koni mechanicznych.
Wersja Shelby GT500 produkowana w roku 2012 (2013 Shelby GT500) była pierwszą wersją seryjną, która pokonała barierę prędkości 200 mph (322 km/h).
W 2013 roku producent przygotował wersję o mocy 1200 KM. W tym celu rozwiercono silnik o pojemności 5,4-litra do 5,8-litra, wzmocniono tłoki i korbowody, wykorzystano większą turbosprężarkę. Poprawiono również system chłodzenia, zawieszenie oraz układ hamulcowy. Nowa wersja otrzymała oznaczenie Shelby Mustang 1000 S/C.

### Wersje
- GT – 2011
- GT Blue Angels – 2011 (1 sztuka)
- GT Supercharged
- GT California Special – 2011
- GT-H – 2006
- Bullitt Edition – 2008 (7700 sztuk)
- 45. Anniversary Edition
- Shelby GT – 2006
- Shelby GTH
- Shelby GT-SC
- Shelby Cobra GT
- Shelby GT350 – 2011
- Shelby GT500 – 2007/2011
- Shelby GT500 KR – 2008
- Shelby GT500 Barrett-Jackson – 2008 (100 sztuk)
- FR500C
- FR500S
- Shelby Mustang 1000 S/C
- Shelby Terlingua – 2010
- U.S. Air Force Thunderbirds – 2013 (1 egzemplarz[38])
- Roush 5XR – 2012
- Steeda Q525 – 2006
- Saleen H281 – 2007
- Saleen S302E – 2007
- Saleen-Parnelli Jones Edition – 2007
- Saleen Racecraft 420S – 2008
- 500S Sherrod – 2008
- Saleen S302E Sterling Edition – 2008
- Dan Gurney Signature Edition – 2008
- Stinger – 2008
- Dark Horse – 2009
- Prudhomme Super Snake – 2009
- SMS 25A – 2009
- Cobra-Jet – 2010
- Hurst – 2010
- Shinoda – 2010
- DUB – 2011
- RTR – 2011
- Saleen S302 – 2011
- Boss 302 Laguna Seca – 2012

### Silniki (2004–2009)
- 4,0 l V6 210 KM
- 4,6 l V8 305 KM SOHC (GT)
- 5,4 l V8 500 KM DOHC (Shelby GT-500)
- 5,4 l V8 540 KM DOHC (Shelby GT-500 KR)
- 5,4 l V8 +600 KM DOHC (Shelby GT-500 Super Snake)

### Silniki (2009–2014)
- 4,0 l V6 210 KM – (V6) – dostępny wyłącznie w roku 2010, zastąpił go 305 konny motor 3,7
- 3,7 l V6 305 KM – (V6)
- 4,6 l V8 315 KM – (GT) – dostępny wyłącznie w roku 2010, zastąpił go 5 litrowy motor o mocy 412 KM
- 5,0 l V8 412 KM – (GT) – Silnik „Coyote” – moc w roku 2011
- 5,0 l V8 420 KM – (GT) – Silnik „Coyote” – moc w roku 2012
- 5,0 l V8 444 KM – (Boss 302)
- 5,4 l V8 430 KM – (Cobra Jet)
- 5,4 l V8 550 KM – (Shelby GT500) – dostępny w roku 2011
- 5,8 l V8 670 KM – (Shelby GT500) – dostępny od 2012 roku

## Szósta generacja

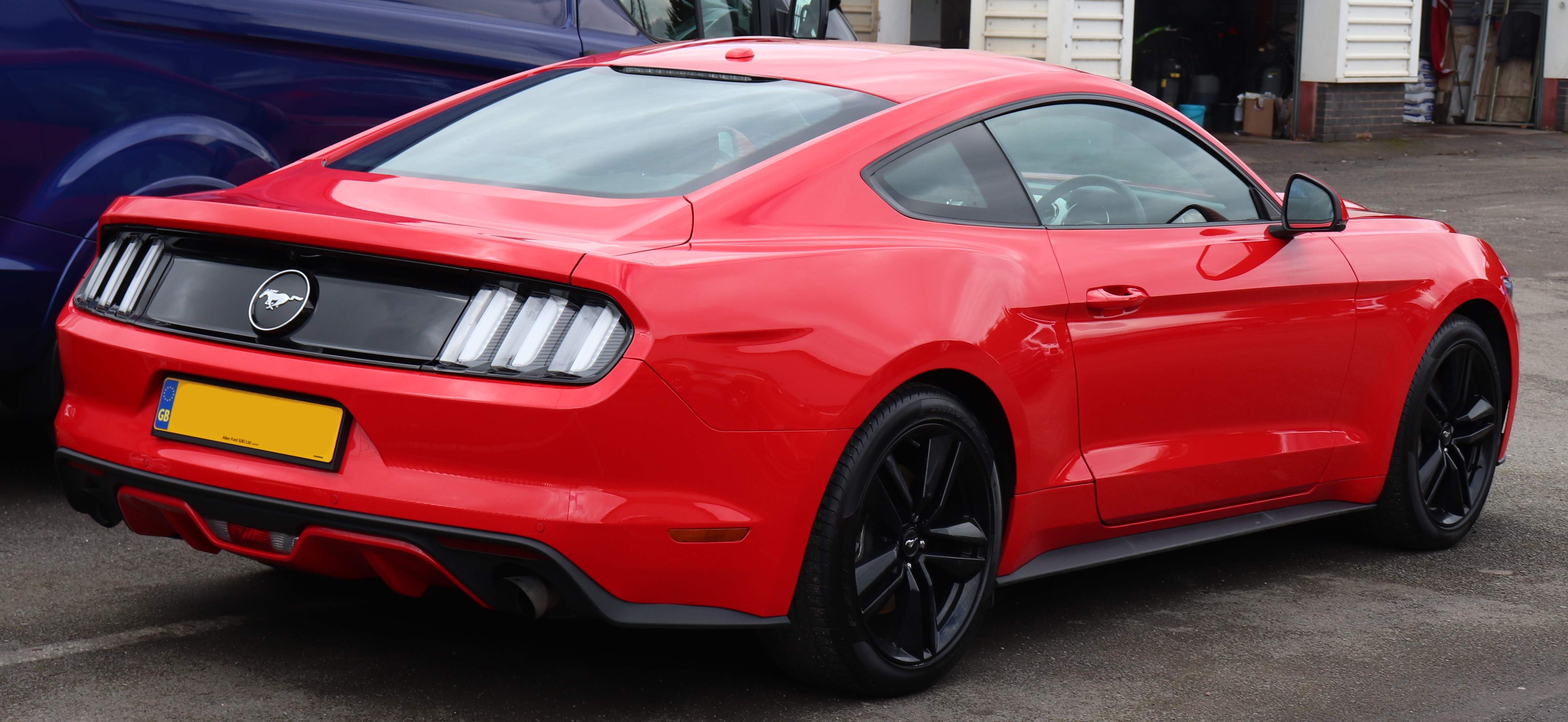
Ford Mustang VI - tył

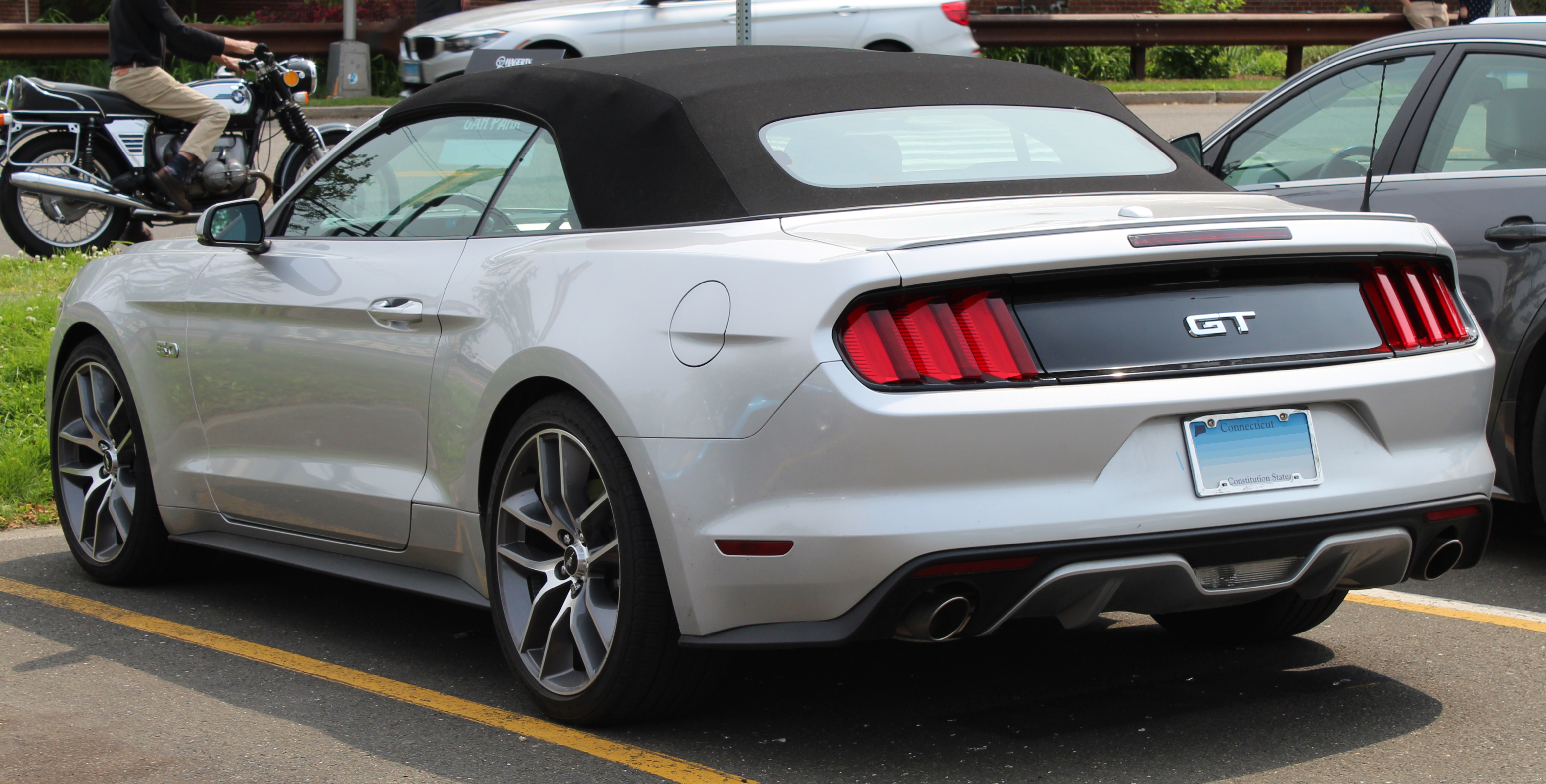
Ford Mustang VI Convertible

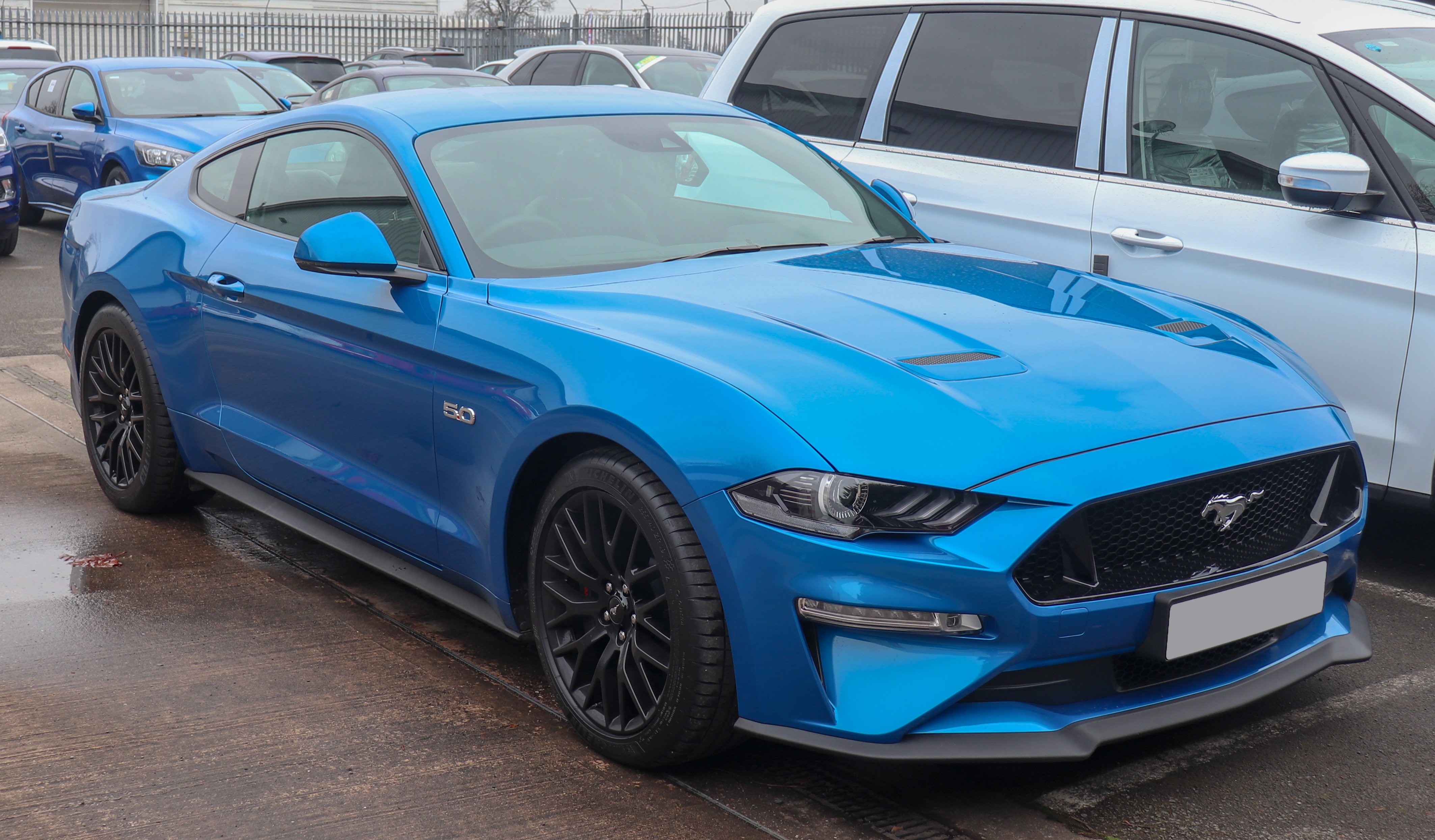
Ford Mustang VI po liftingu

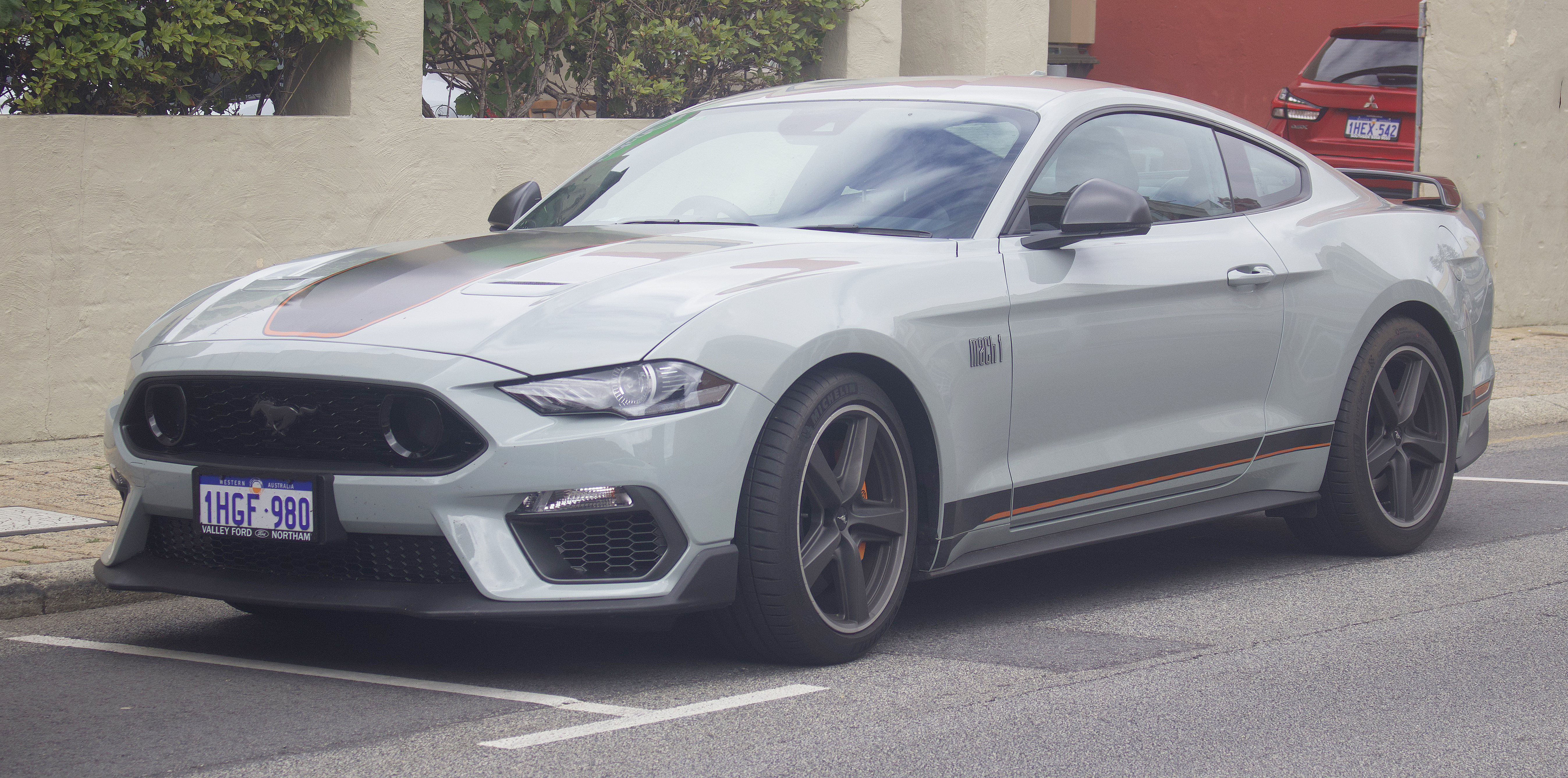
Ford Mustang VI Mach 1

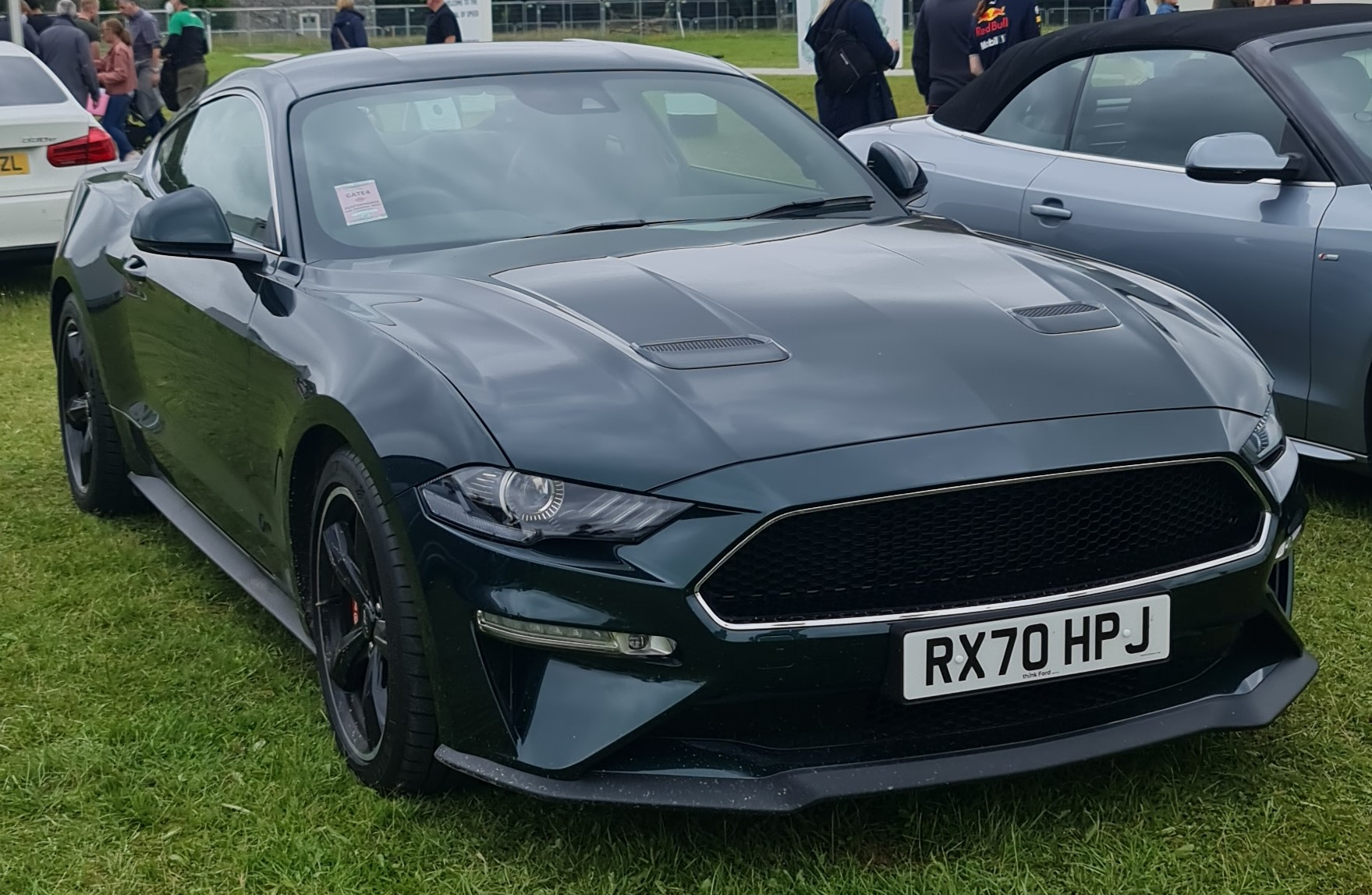
Ford Mustang VI Bullitt

Ford Mustang VI został zaprezentowany po raz pierwszy w 2013 roku.
Mustang szóstej generacji zadebiutował oficjalnie podczas prezentacji Barcelonie, miesiąc przed 10. rocznicą prezentacji dotychczas produkowanego modelu. Samochód przeszedł kompleksową metamorfozę, zyskując nowy projekt stylistyczny z charakterystycznie, agresywnie stylizowanym pasem nawiązującym zarówno do klasycznych wcieleń linii modelowej, jak i innych modeli Forda. Jednocześnie samochód zachował charakterystyczną sylwetkę z podłużnym przodem, nisko poprowadzoną linią dachu i pochyloną pod dużym kątem przednią szybą.
Przy kosmetycznych zmianach w wymiarach zewnętrznych, szósta generacja Forda Mustanga zyskała przestronniejsze nadwozie nadal mogące pomieścić 4 pasażerów i wciąż dostępne w dwóch wariantach: jako coupé lub kabriolet z miękkim składanym dachem. Masywna deska rozdzielcza zyskała projekt nawiązujący do pierwszej generacji, z konsolą centralną bogatą w chromowane, designerskie przyciski oraz przełączniki. Po raz pierwszy w konsoli centralnej wygospodarowano miejsce na ekran dotykowy.
Obszerne zmiany samochód przeszedł pod kątem technicznym, zyskując usztywniony i lżejszy szkielet. Nadwozie zostało przeprojektowane pod kątem połączenia sportowych właściwości jezdnych z komfortem podczas codziennego poruszania się, Mustang VI wyposażony został też w wydajniejsze i skuteczniejsze hamulce.
Z myślą o europejskich klientach zaprojektowano czterocylindrowy silnik 2.3 l EcoBoost wyposażony w turbosprężarkę i wtrysk bezpośredni. Motor rozwijał moc 309 KM i maksymalny moment obrotowy 407 Nm. W ofercie znalazł się też zmodernizowany silnik 3.7 l V6 o mocy przeszło 300 KM oraz silnik V8 o pojemności 5.0 l i mocy 421 KM. Jednostka to zmodernizowana konstrukcja znana z poprzedniej generacji Mustanga.
W związku z niską oceną bezpieczeństwa Ford Mustanga przez Euro NCAP po otrzymaniu dwóch gwiazdek w styczniu 2017 firma Ford dokonała modernizacji pojazdu, dzięki czemu uzyskał w ponownym teście w lipcu 2017 trzy gwiazdki.

### Shelby GT350/GT500
W czerwcu 2015 zadebiutował kolejny rezultat współpracy Forda z wieloletnim tunerem, Shelby American. W pierwszej kolejności zadebiutowała odmiana Shelby GT350, wyróżniająca się m.in. charakterystycznymi podwójnymi pasami biegnącymi przez całą długość nadwozia. Zwiększono pojemność podstawowego silnika V8 z 5 litrów do 5,2 litra, co pozwoliło osiągnąć moc 526 KM oraz maksymalny moment obrotowy 580 Nm. 4 lata później, w czerwcu 2019 roku zadebiutowała jeszcze bardziej wyczynowa odmiana Shelby GT500, wyróżniająca się obszerniejszymi modyfikacjami wizualnymi i technicznymi. Pas przedni zyskał większy, wyraźniej zarysowany wlot powietrza, poszerzone nadkola, duży spojler zewnętrzny i przeprojektowane zderzaki. Do napędu wykorzystano z kolei V8 o zwiększonej pojemności 5,2 litra, które rozwinęło moc maksymalną 760 KM przy 847 Nm maksymalnego momentu obrotowego.

### Mustang Bullitt
W styczniu 2018 zaprezentowana została nowa specjalna wersja Mustanga szóstej generacji sygnowana emblematem Bullitt nawiązującym bezpośrednio do pierwowzoru z 1968 roku znanego z filmu z Steve'em McQueenem w roli głównej. Samochód zyskał charakterystyczne, ciemnozielone malowanie nadwozia, inny wlot powietrza pozbawiony logotypów, przeprojektowane zderzaki i dyfuzor, a także charakterystyczny wzór 19-calowych alufefelg malowany na czarno. Moc 5-litrowego V8 zwiększono z 466 do 482 KM, osiągając maksymalny moment obrotowy 569 Nm i prędkość maksymalną zwiększoną z 250 do 263 km/h. Inaczej zestrojono układ wydechowy, a także zastosowano dedykowany pakiet stylistyczny w kabinie pasażerskiej.

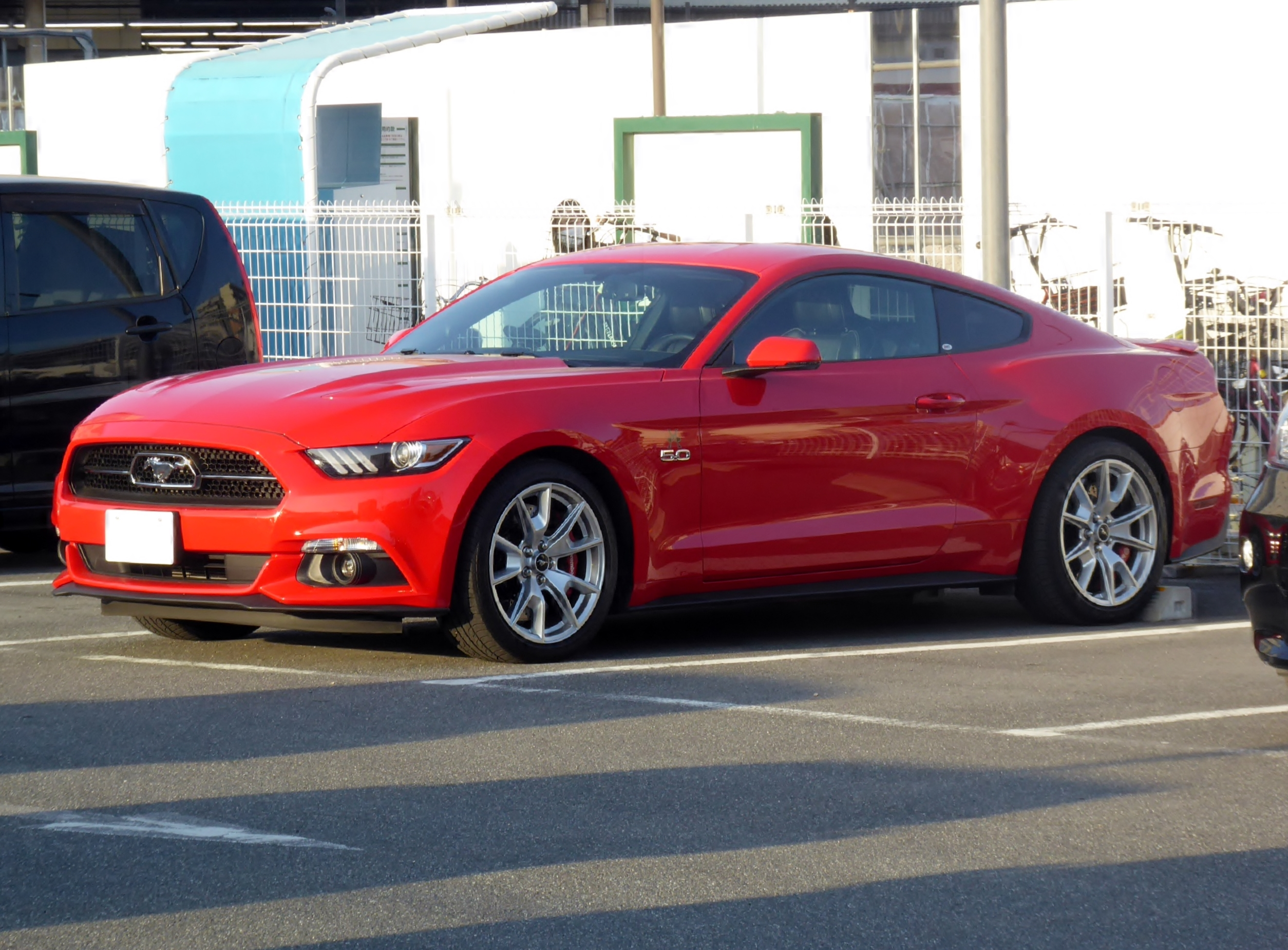
Ford Mustang VI 50 Year Edition

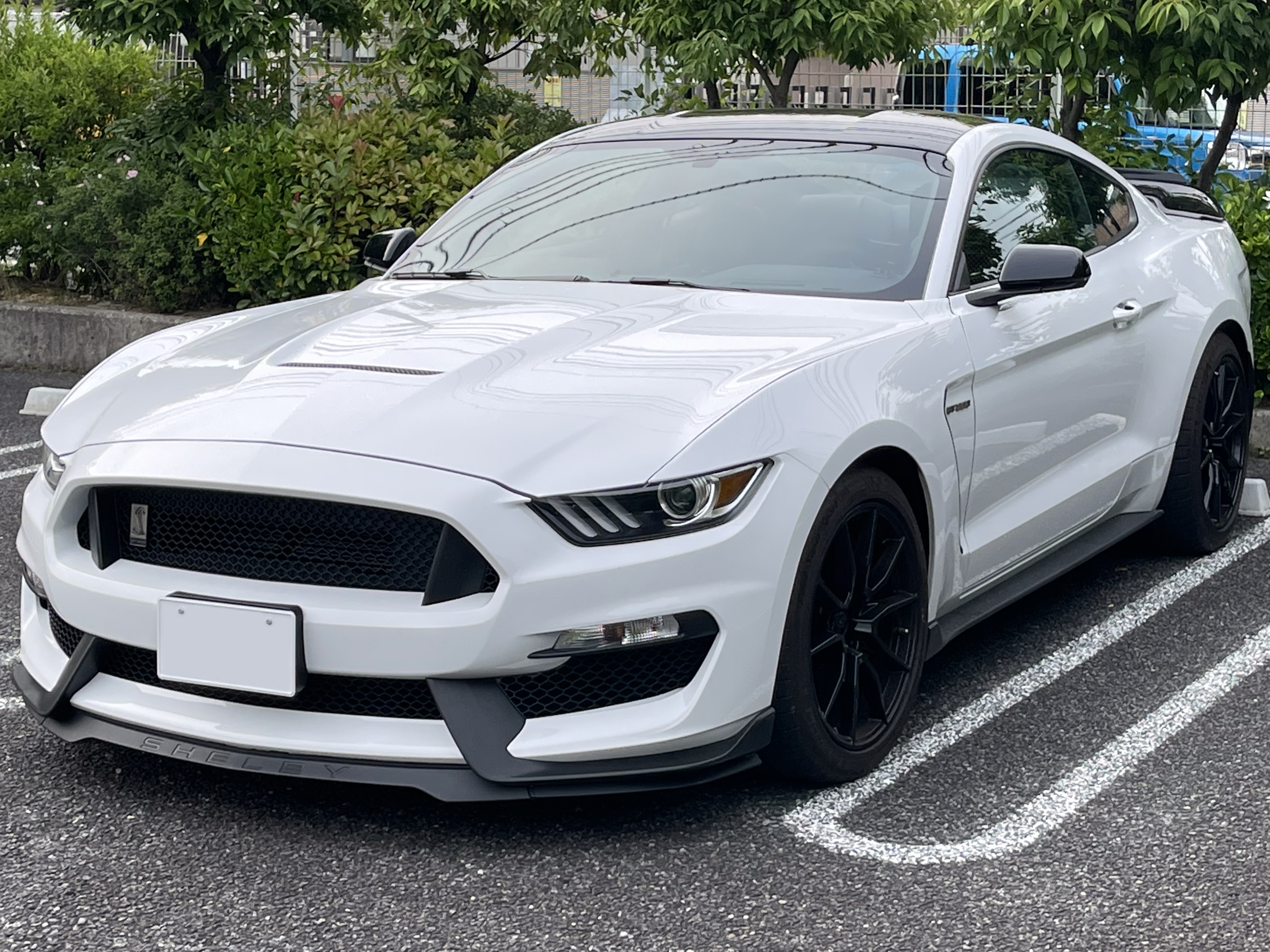
Ford Mustang VI Shelby GT350

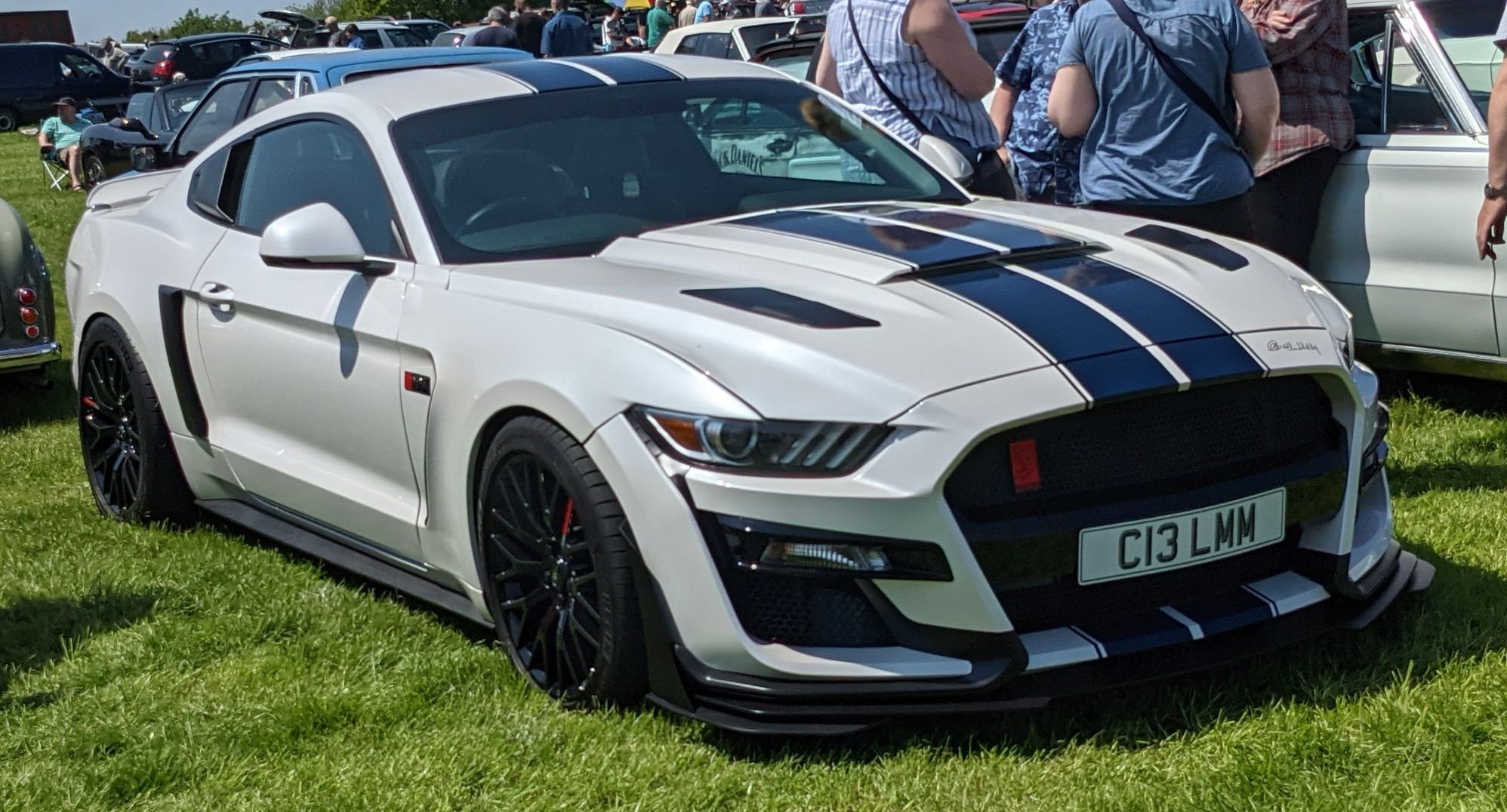
Ford Mustang VI Shelby GT550

### Mustang Mach 1
W lipcu 2020 zadebiutowała pierwsza od 2004 roku sportowa odmiana Mustanga z serii Mach 1, pierwszy raz opracowana także z myślą o sprzedaży na rynku europejskim. Pod kątem wizualnym samochód zyskał dedykowany pakiet stylistyczny łączący czarne akcenty, czarne alufelgi i dodatkowe spojlery z większymi wlotami powietrza, poczwórnymi końcówkami wydechu oraz przeprojektowaną osłoną chłodnicy. Do napędu tego wariantu wykorzystano 5-litrowe V8 rozwijające moc 480 KM, które współpracuje z 6-biegową przekładnią manualną lub 10-stopniową skrzynią automatyczną. Zmodyfikowano układ dolotu powietrza i kolektor dolotowy, a także zamontowano przepustnice o średnicy 87 mm, które zwiększyły swobodny przepływ powietrza do silnika i poprawiły osiągi samochodu.

### Lifting
W styczniu 2017 roku Ford przedstawił Mustanga szóstej generacji po gruntownej restylizacji. W jej ramach pas przedni został przestylizowany, zyskując bardziej agresywny kształt o lepszych właściwościach aerodynamicznych. Reflektory osadzono niżej, nadając im ostrzejszy, ścięty kształt, z kolei atrapa chłodnicy stała się większa i bardziej trapezowa. Zmiany wizualne objęły ponadto błotniki, maskę, zderzaki i elementy wyposażenia dodatkowego. Gamę lakierów poszerzyło pomarańczowe malowanie, a także nowe wzory alufelg. Modernizacja objęła też kabinę pasażerską, gdzie opcjonalnie pojawiła się możliwość zamocowania 12-calowego wyświetlacza zamiast tradycyjnych zegarów. Producent rozbudował też listę asystentów bezpieczeństwa i wsparcia kierowcy.

### Sprzedaż
Podobnie jak dotychczas, Ford Mustang szóstej generacji wytwarzany był wyłącznie w amerykańskich zakładach we Flat Rock] w stanie Michigan. Pierwsze egzemplarze trafiły do nabywców na rynkach północnoamerykańskich w 2014 roku. Ponadto, w przeciwieństwie do poprzedników samochód w 2015 roku trafił też do oficjalnej sieci dealerskiej Forda w Europie, włącznie z rynkiem polskim. W pierwszym roku produkcji zakontraktowano tutaj 262 egzemplarze samochodu, który wyceniono od 157 tys. zł. Po raz pierwszy w historii Mustang trafił także do sprzedaży na rynkach z ruchem lewostronnym, na czele z Wielką Brytanią i Australią.

### Wyposażenie
- Wersja GT standardowo wyposażona będzie m.in. w system Line-Lock umożliwiający zablokowanie przednich hamulców jednocześnie zostawiając tylne zwolnione. Ma to na celu umożliwienie rozgrzania opon przed startem przez tak zwane palenie gumy. System wejdzie w skład systemu Launch Control, który ułatwia najbardziej efektywny start pojazdu.
- 50 Year Limited Edition – edycja limitowana z okazji 50-lecia modelu. 1964 egzemplarze pojazdu występują jedynie w kolorze białym (kolor taki sam jak w pierwszym egzemplarzu Mustanga) i niebieskim. Wyróżniają się one m.in. chromowanym wykończeniem grilla, tylnych lamp oraz obramowań szyb, 19-calowymi alufelgami, zmienioną tylną boczną szybą oraz dwukolorową skórzano-kaszmirową tapicerką[59].
- 50 Year Limited Edition Convertible – edycja limitowana powstała na bazie kabrioleta z okazji 50-lecia modelu wyprodukowana w jednym egzemplarzu. Pojazd odznacza się plakietką 0001 of 0001 oraz podpisem prezesa Forda – Billa Forda. Samochód został wyposażony w pakiet, w którego skład wchodzą m.in. 6-tłoczkowe przednie zaciski hamulcowe Brembo, mechanizm różnicowy o ograniczonym poślizgu i 19-calowe felgi z oponami Pirelli P-Zero. Karoserię pomalowano lakierem Wimbledon White. Samochód wygrać można w loterii, która odbędzie się 16 sierpnia 2014 roku, a dochód z niej zostanie przeznaczony na towarzystwo sponsorujące badania nad stwardnieniem rozsianym[60].
- GT F-35 Lightning II Edition – edycja limitowana powstała w jednym egzemplarzu na bazie wersji GT inspirowana myśliwcem Lockheed Martin F-35 Lightning II zaprezentowana 28 lipca 2014 roku. Auto zostało wymalowane w bojowe barwy na szaro. Tylna część nadwozia nawiązuje do statecznika myśliwca i została pomalowana na żółto podobnie jak szyby boczne, szyba tylna, lusterka oraz zaciski hamulców. Przez maskę przebiega czarny pas, a nad progiem pojawiły się flagi państw użytkujących F-35. Auto otrzymało silnik V8 o pojemności 5.0 l i mocy 441 KM[61].
- Shelby GT350R Mustang – limitowana najmocniejsza edycja samochodu, która debiutowała w styczniu 2015 roku na salonie NAIAS w Detroit. Auto jest właściwie pojazdem wyczynowym z homologacją drogową: klimatyzacja i radio dostępne są w opcji, brakuje tylnej kanapy, przekonstruowano zawieszenie, a silnik dysponuje mocą 500 KM. Samochód posiada również dopracowaną aerodynamikę[62].

### Silniki
- R4 2.3 EcoBoost Turbo 314 KM
- V6 3.7 305 KM
- V8 5.0 421 KM
- V8 5.0 450 KM
- V8 5.2 533 KM

## Siódma generacja

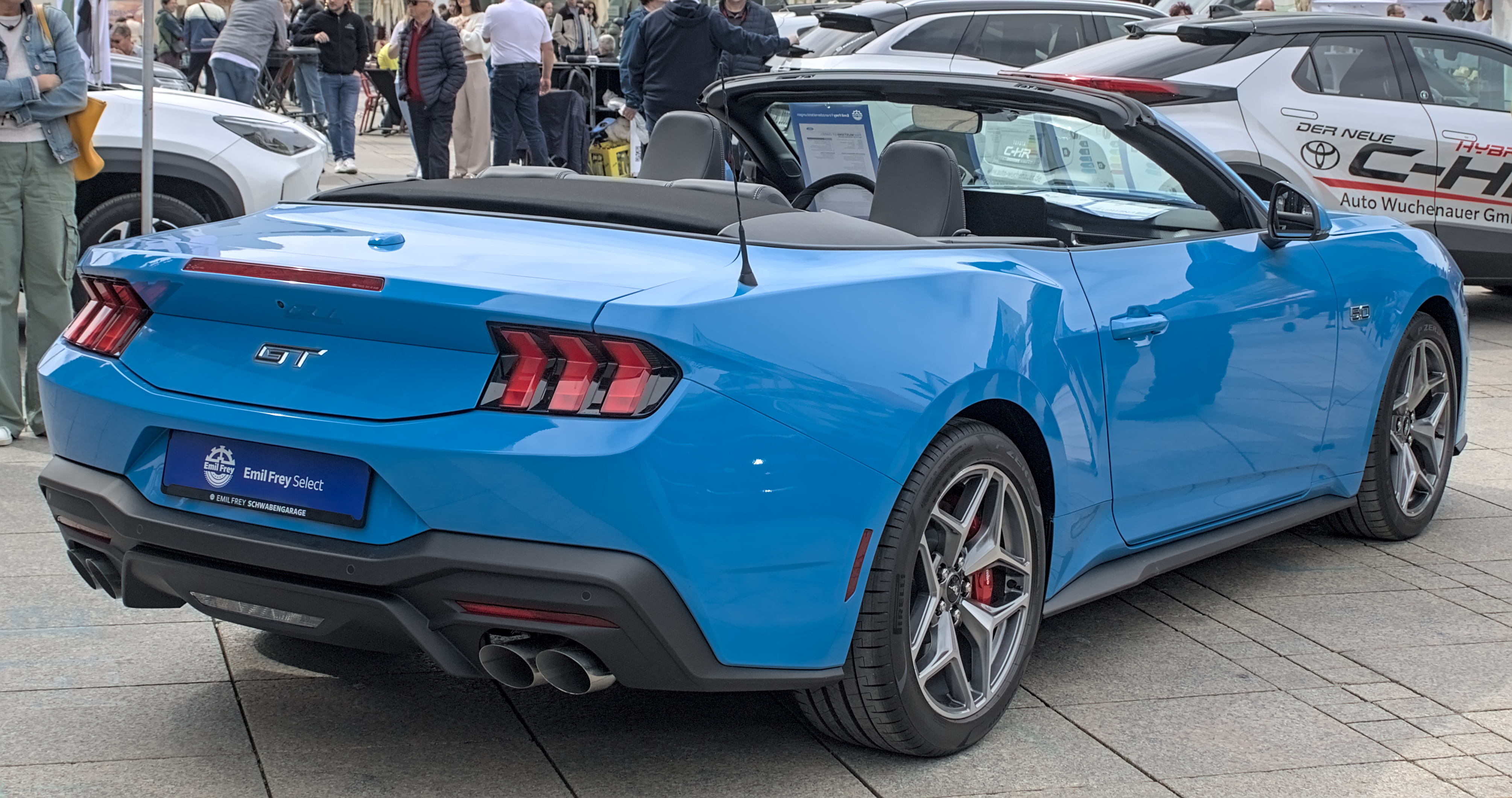
Ford Mustang VII Cabrio - tył

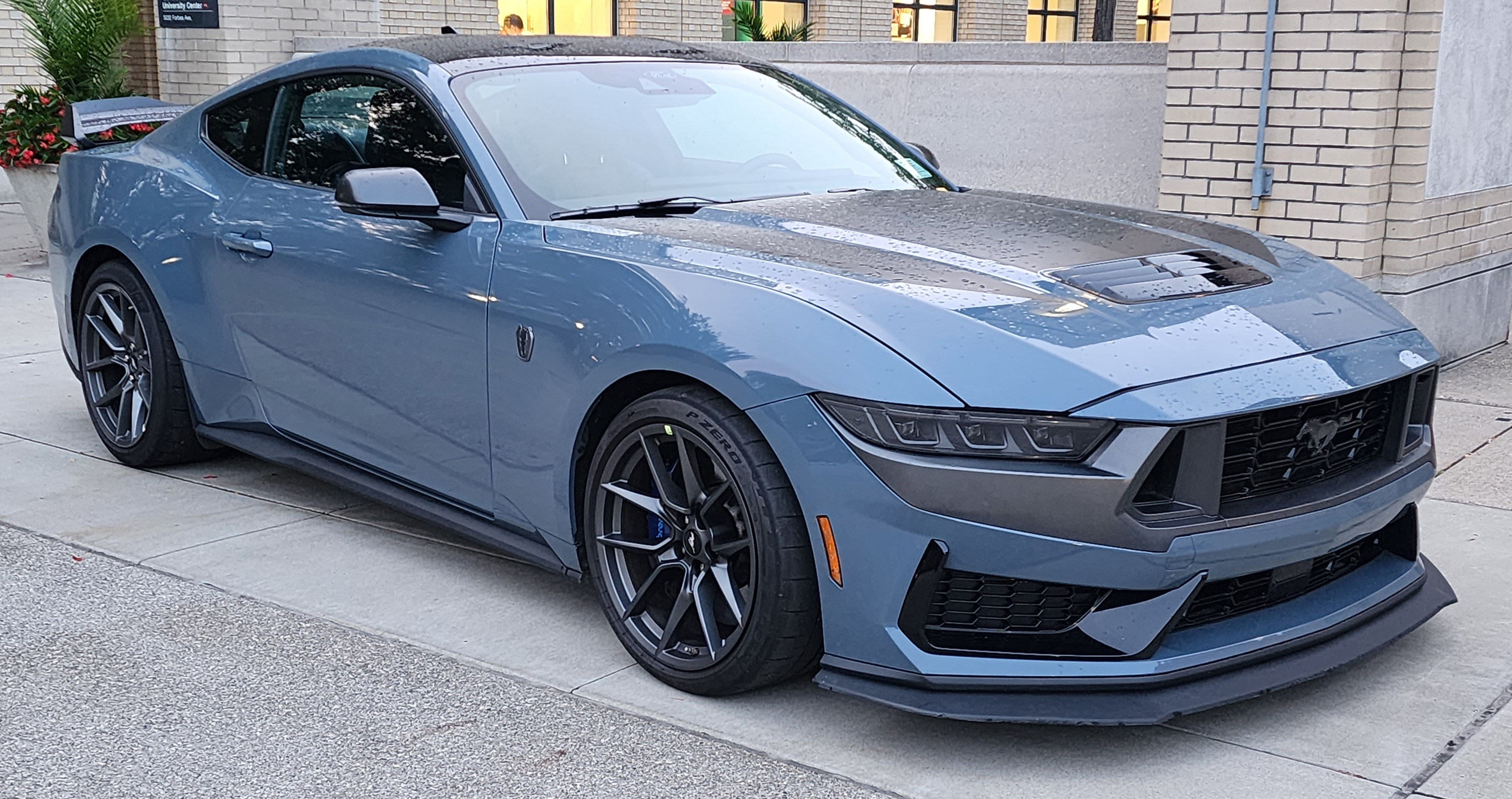
Ford Mustang VII Dark Horse

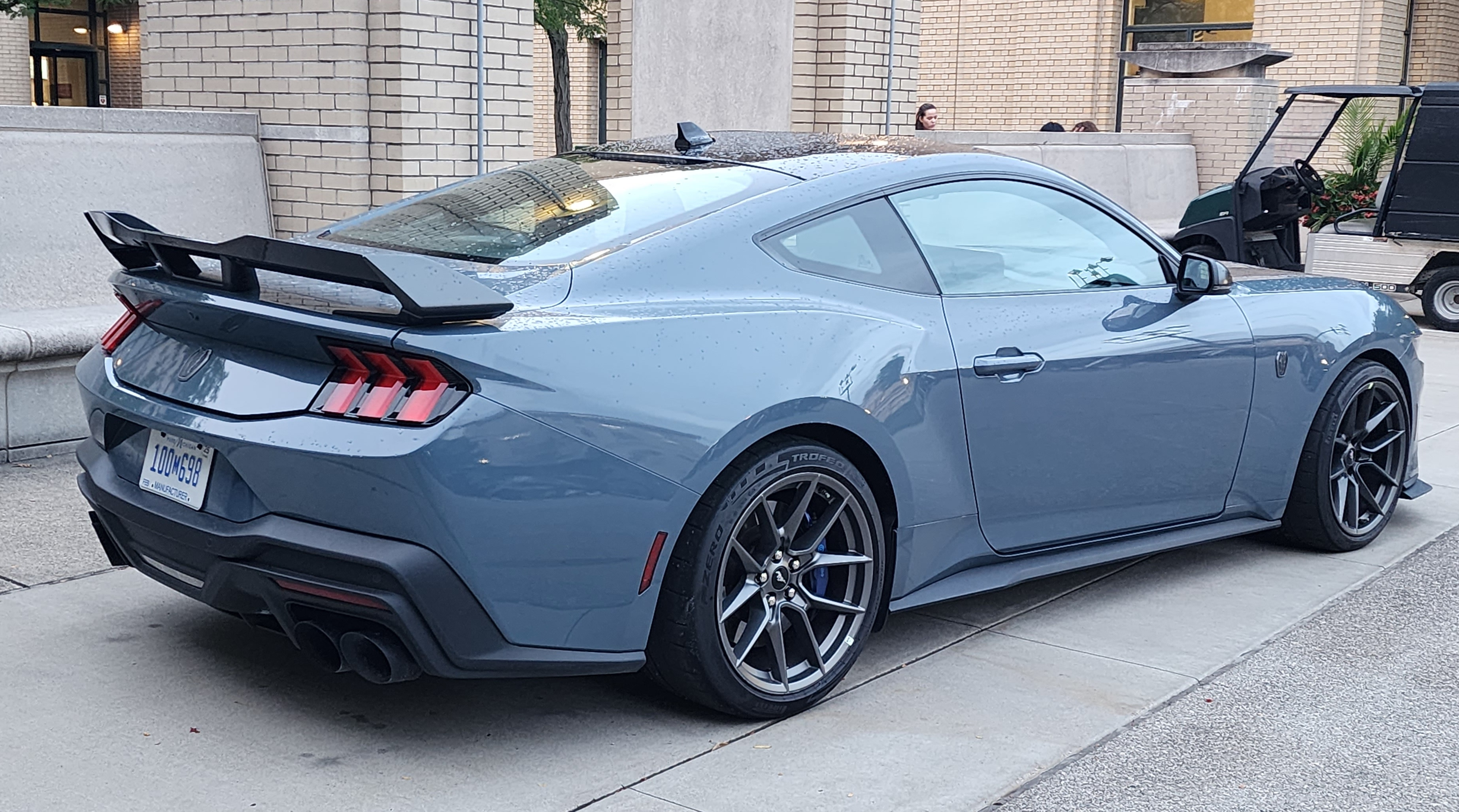
Ford Mustang VII Dark Horse - tył

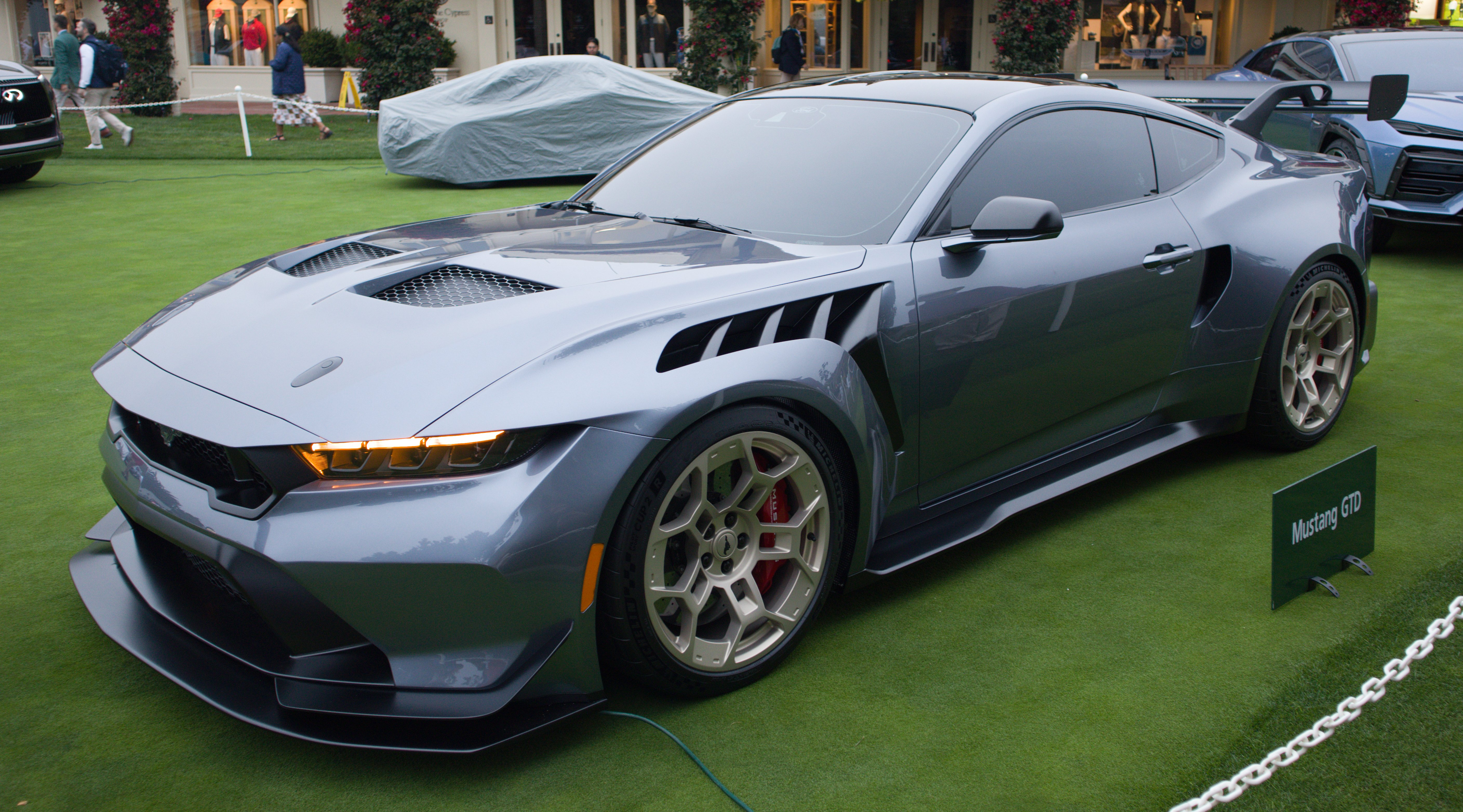
Ford Mustang VII GTD

Ford Mustang VII został zaprezentowany po raz pierwszy w 2022 roku.
Niespełna 9 lat po prezentacji dotychczas produkowanego modelu zadebiutowała zupełnie nowa, siódma generacja Mustanga. Samochód utrzymał ewolucyjny kierunek zmian w stylistyce, przechodząc jedynie kosmetyczne zmiany w kształcie nadwozia, ogólnej sylwetce i kształcie detali. Przód zyskał bardziej agresywną stylizację, z większymi reflektorami wykonanymi w technologii full LED, a także większym wlotem powietrza. Po raz pierwszy nabywcy mają możliwość personalizacji stylizacji pasa przedniego, tworząc unikalny projekt stylistyczny egzemplarza. Tylną część nadwozia przyozdobił bardziej szpiczasto zakończony bagażnik, dalej jednak zwieńczony trzysegmentowymi lampami. Producent zastosował też przeprojektowany dyfuzor, który poprawił właściwości aerodynamiczne.
Radykalną metamorfozę, w stosunku do poprzednika, przeszła za to kabina pasażerska. Masywny, klasyczny projekt kokpitu zastąpił bardziej minimalistyczny, z niżej osadzonymi kanciastymi nawiewami, a także dwoma ekranami tworzonymi przez 12,4 calowy zestaw wskaźników i umieszczony pod jedną taflą po sąsiedzku 13,2 calowy dotykowy ekran systemu multimedialnego obsługujący system SYNC4.
Do napędu siódmej generacji Mustanga przeznaczono udoskonalone względem poprzednika dwie jednostki napędowe. Podstawowy, czterocylindrowy EcoBoost o pojemności 2,3 litra charakteryzuje się mocą 300 KM i współpracuje z 10-biegową automatyczną skrzynią biegów. Mocniejsze, 5-litrowe V8 z rodziny Coyotte rozwija moc 450 KM i może zostać połączone także z 6-stopniową manualną przekładnią.

### Mustang Dark Horse
Równolegle z cywilnym Fordem Mustangiem siódmej generacji zadebiutowała także wyczynowa wersja specjalna zorientowana na jazdę w warunkach torowych, wyróżniająca się przydomkiem Dark Horse. Odmiana ta zyskała specjalny pakiet stylistyczny z większymi wlotami powietrza, dużym tylnym spojlerem, nakładkami z włókna węglowego i sportowym ogumieniem. 5-litrowe V8 zostało specjalnie zmodyfikowane za pomocą korbowodów tłokowych, zyskując większą moc i lepsze warunki podczas wyczynowej jazdy.

### Sprzedaż
Podobnie jak w przypadku poprzednich generacji, do produkcji siódmej generacji Forda Mustang oddelegowano wyłącznie amerykańskie zakłady we Flat Rock w Michigan. Po rozpoczęciu produkcji późną wiosną 2023, dostawy pierwszych egzemplarzy do nabywców wyznaczono na lato tego samego roku, poczynając od rynków północnoamerykańskich. Na początku 2024 roku, podobnie jak w przypadku poprzednika, Mustang VII uzupełni także ofertę Forda na rynku europejskim oraz innych rynkach eksportowych.

### Silnik
- R4 2.3l EcoBoost 300 KM
- V8 5.0l Coyotte 450 KM

## Kultura popularna
Ford Mustang pojawiał się w bardzo wielu filmach, teledyskach i grach komputerowych. Jednym z pierwszych filmów, w których wystąpił (w wersji kabriolet) był Żandarm z Saint-Tropez. Chyba najbardziej znanymi filmami z Mustangiem są: Bullitt z 1968 roku oraz replika ' 67 Shelby GT500 – „Eleanor” '67 Shelby GT500E stworzona przez Unique Performance dla potrzeb filmu „Gone in 60 seconds” (60 sekund)”. „60 sekund” z 2000 to remake filmu o tym samym tytule z roku 1974. Główną rolę zagrał w nim żółty '74 Ford Mustang Mach1 – „Eleanor”. Na potrzeby filmu stworzono 11 modeli Eleanor, ale tylko 3 z nich były pełnoprawnymi, działającymi modelami. Ocalał tylko jeden, gdyż dwa inne auta zostały kompletnie zniszczone podczas kręcenia scen pościgów etc. Auto zostało stworzone przez studio Cinema Vehicle Services we współpracy ze znanym projektantem – Chipem Foosem. Ford Mustang GT500 Eleanor dostał całkowicie przeprojektowaną maskę, zderzak z centralnie umieszczonymi światłami, poszerzone nadkola i listwy progowe, powiększony spojler etc. Pod maską znajduje się jednostka V8 o pojemności 5,7-litra i mocy około 400 KM. 14 maja 2013 roku można było kupić jedyny ocalały egzemplarz filmowego Mustanga.
Ford Mustang z 1971 roku był samochodem Jamesa Bonda w filmie Diamenty są wieczne. Został on użyty również w teledysku Guns N’ Roses – Don’t Cry (w momencie grania solo). Mustang piątej generacji jest znany m.in. z gry komputerowej Need For Speed: Underground 2 i Test Drive Unlimited. W grze na konsolę Xbox 360 Forza Motorsport 2 bardzo wiernie odwzorowano następujące modele Forda Mustanga: Shelby 1968 GT-500 King of Road, 2006 Shelby GT-500, 1970 Ford Mustang Boss 429,
2000 Ford Mustang Cobra R, 2005 Ford Mustang GT oraz bazujące na Mustangach: Saleen S281 (z 2000 roku) i Saleen S281E (na podstawie Mustanga 2005, tylko w limitowanej edycji kolekcjonerskiej gry).
Mustang pojawił się w wielu innych grach komputerowych takich jak:
- Test Drive Unlimited
- Project C.A.R.S
- Gry z serii „Need For Speed”
- Gry z serii "Forza"

Kilka modeli Mustanga występowało również w grach z serii Ford Racing. W 2008 roku Ford Mustang Shelby GT500 pojawił się we wznowionej serii Nieustraszonego jako KITT oraz w filmie Death Race/Wyścig Śmierci.